# クラシック音楽の作曲家一覧 (五十音順)
クラシック音楽の作曲家一覧（クラシックおんがくのさっきょくかいちらん）は、日本以外のクラシック音楽の作曲家を、ファミリーネーム（一部例外あり）による五十音順で配列している。

## ア行
- アースキン - トマス・アースキン (Thomas Alexander Erskine)
- アーネル - リチャード・アーネル (Richard Arnell)
- アーノルド - マルコム・アーノルド (Malcolm Henry Arnold; 1921-2006; イギリス)
- アーベル - カール・フリードリヒ・アーベル (Karl Friedrich Abel)
- アーン
  - トマス・アーン (Thomas Arne)
  - レイナルド・アーン (Reynaldo Hahn; 1875-1947; ベネズエラ)
- アイヴズ - チャールズ・アイヴズ　(Charles Edward Ives; 1874-1954)
- アイスラー - ハンス・アイスラー (Hanns Eisler; 1898-1962; ドイツ)
- アイブラー - ヨーゼフ・アイブラー (Joseph Leopold Eybler)
- アイレンベルク - リヒャルト・アイレンベルク (Richard Eilenberg)
- アウエルバッハ - レーラ・アウエルバッハ (Lera Auerbach)
- アウエルンハンマー - ヨーゼファ・バルバラ・アウエルンハンマー (Josepha Barbara Auernhammer)
- アウフシュナイター - ベネディクト・アントン・アウフシュナイター (Benedikt Anton Aufschnaiter)
- アウリン - トール・アウリン (Tor Aulin)
- アガッツァーリ - アゴスティーノ・アガッツァーリ（英語版） (Agostino Agazzari)
- アグアド - ディオニシオ・アグアド (Dionisio Aguado)
- アクセス - ネジル・カズム・アクセス (Necil Kazım Akses)
- アグリコラ - アレクサンダー・アグリコラ (Alexander Agricola)
- アグレル - ヨハン・アグレル (Johan Joachim Agrell)
- アクロン - ヨーセフ・アクロン (Joseph Achron)
- アサフィエフ - ボリス・アサフィエフ (Boris Asafiev)
- アダイェフスカヤ - エラ・アダイェフスカヤ (Ella Adayevskaya)
- アダン - アドルフ・アダン (Adolphe Charles Adam; 1803-1856)
- アッセルマン - アルフォンス・アッセルマン (Alphonse Hasselmans)
- アッテルベリ - クット・アッテルベリ (Kurt Atterberg; 1887-1974; スウェーデン)
- アッコーライ - ジャン＝バティスト・アッコーライ (Jean-Baptiste Accolay)
- アッペルモント - ベルト・アッペルモント (Bert Appermont)
- アデス - トーマス・アデス (Thomas Ades; 1971- )
- アニェージ - マリア・テレーザ・アニェージ (Maria Teresa Agnesi)
- アネーリオ
  - ジョヴァンニ・フランチェスコ・アネーリオ (Giovanni Francesco Anerio)
  - フェリーチェ・アネーリオ (Felice Anerio)
- アノン - シャルル＝ルイ・アノン (Charles-Louis Hannon; 1819-1900)
- アプシル - ジャン・アプシル (Jean Absil)
- アブラハム - パウル・アブラハム (Paul Abraham)
- アホ - カレヴィ・アホ (Kalevi Aho; 1949- )
- アラン - ジャン・アラン (Jehan Alain)
- アリアーガ - ホアン・クリソストモ・アリアーガ (Juan Crisóstomo Arriaga; 1806-1826)
- アリャービエフ - アレクサンドル・アリャービエフ (Alexander Alexandovich Alyabyev)
- アルヴェアール - マリア・デ・アルヴェアール（ドイツ語版） (Maria de Alvear)
- アルヴェーン - ヒューゴ・アルヴェーン (Hugo Alfvén; 1872-1960)
- アルカデルト - ジャック・アルカデルト (Jacques Arcadelt)
- アルカン
  - ジークフリート・アルカン (Siegfried Alkan)
  - シャルル＝ヴァランタン・アルカン (Charles-Valentin Alkan; 1813-1888; フランス)
- アルチュニアン - アレクサンドル・アルチュニアン (Alexander Grigorevich Arutiunian; 1920-20129; アルメニア)
- アルディーティ - ルイージ・アルディーティ (Luigi Arditi)
- アルネス - アイヴィン・アルネス (Eyvind Alnæs)
- アルビノーニ - トマゾ・アルビノーニ (Tomaso Albinoni; 1671-1751)
- アルファーノ - フランコ・アルファーノ (Franco Alfano)
- アルベニス - イサーク・アルベニス (Isaac Albéniz; 1860-1909; スペイン)
- アルベルティ - ドメニコ・アルベルティ (Domenico Alberti; ca.1710-ca.1740)
- アルボス - エンリケ・フェルナンデス・アルボス (Enrique Fernandez Arbos)
- アレヴィ - ジャック・アレヴィ (Jacques-Fromental Halévy)
- アレオッティ - ヴィットリア・アレオッティ (Vittoria Aleotti)
- アレクサンドロフ - アナトーリー・アレクサンドロフ (Anatoli Nikolajewitsch Alexandrow)
- アレグリ - グレゴリオ・アレグリ (Gregorio Allegri; 1582-1652)
- アレンスキー - アントン・アレンスキー (Anton Arensky; 1861-1906; ロシア)
- アンゲラー - エトムント・アンゲラー (Edmund Angerer)
- アンダーソン
  - ルロイ・アンダーソン (Leroy Anderson; 1908-1975)
  - ローリー・アンダーソン (Laurie Anderson)
- アンタイル - ジョージ・アンタイル (George Antheil; 1900-1959)
- アンドリーセン - ルイ・アンドリーセン (Louis Andriessen)
- アンドレ - マーク・アンドレ (Mark Andre)
- アンドレー - エルフリーダ・アンドレー (Elfrida Andrée)
- アンフォッシ - パスクァーレ・アンフォッシ (Pasquale Anfossi)
- アンブロジーニ - マルコ・アンブロジーニ (Marco Ambrosini)
- アンブロジウス - ヘルマン・アンブロジウス (Hermann Ambrosius)
- イーノ - ブライアン・イーノ (Brian Eno)
- イヴァノヴィチ - ヨシフ・イヴァノヴィチ (Iosif Ivanovici)
- イェッセル - レオン・イェッセル (Leon Jessel)
- イェナー - グスタフ・イェナー (Gustav Uwe Jenner)
- イェンゼン - アドルフ・イェンゼン (Adolf Jensen)
- イザーク - ハインリヒ・イザーク (Heinrich Isaac; ca.1450-1517)
- イザイ - ウジェーヌ・イザイ (Eugène Ysaÿe; 1858-1931; ベルギー)
- イッポリトフ＝イワノフ - ミハイル・イッポリトフ＝イワノフ (Mikhail Mikhailovich Ippolitov-Ivanov; 1859-1935)
- イベール - ジャック・イベール (Jacques Ibert; 1890-1962)
- イラーク - カレル・ボレスラフ・イラーク (Karel Boleslav Jirák)
- イルゲンス＝イェンセン - ルドヴィク・イルゲンス＝イェンセン (Ludvig Irgens Jensen)
- インジェニェーリ - マルカントニオ・インジェニェーリ (Marc Antonio Ingegneri)
- ヴァーゲンザイル - ゲオルク・クリストフ・ヴァーゲンザイル (Georg Christoph Wagenseil; 1715-1777)
- ヴァーレン - ファルティン・ヴァーレン（ノルウェー語版） (Fartein Valen;1887-1952 ノルウェー)
- ヴァイス - シルヴィウス・レオポルト・ヴァイス (Silvius (Sylvius) Leopold Weiß)
- ヴァインベルク - ミェチスワフ・ヴァインベルク (Moisey Samuilovich Vainberg)
- ヴァヴィロフ - ウラディーミル・ヴァヴィロフ (Vladimir Fiodorovich Vavilov)
- ヴァスクス - ペトリス・ヴァスクス (Pēteris Vasks; 1946- )
- ヴァチュカールシュ - ヴァーツラフ・ヴァチュカールシュ（チェコ語版） (Václav Vačkář)
- ヴァリーニ - リッカルド・ヴァリーニ (Riccardo Vaglini)
- ヴァルター
  - ヨハン・ヴァルター (Johann (Johannes) Walter (Walther);1496-1570)
  - ヨハン・ゴットフリート・ヴァルター (Johann Gottfried Walther;1684-1748)
- ヴァルター・フォン・デア・フォーゲルヴァイデ - ヴァルター・フォン・デア・フォーゲルヴァイデ (Walther von der Vogelweide)
- ヴァレーズ - エドガー・ヴァレーズ (Edger Varèse; 1883-1965)
- ヴァレンティーニ - ジュゼッペ・ヴァレンティーニ (Giuseppe Valentini)
- ヴァン・デル・ロースト - ヤン・ヴァン・デル・ロースト (Jan Van der Roost)
- ヴァン・ノールト - アントニ・ヴァン・ノールト (Anthoni van Noordt)
- ヴァンハル - ヨハン・バプティスト・ヴァンハル (Johann Baptist Vanhal; 1739-1813)
- ヴィアダーナ - ロドヴィコ・ヴィアダーナ (Lodovico Grossi da Viadana)
- ウィールクス - トマス・ウィールクス (Thomas Weelkes; 1576-1623)
- ヴィヴァルディ - アントニオ・ヴィヴァルディ (Antonio Vivaldi; 1678-1741)
- ヴィエネル - ジャン・ヴィエネル (Jean Wiener)
- ヴィエルヌ - ルイ・ヴィエルヌ (Louis Vierne)
- ヴィエニャフスキ
  - ヘンリク・ヴィエニャフスキ (Henryk Wieniawski; 1835-1880; ベルギー)
  - ユゼフ・ヴィエニャフスキ (Józef Wieniawski; 1837-1912; ベルギー)
- ヴィオッティ - ジョヴァンニ・バッティスタ・ヴィオッティ (Giovanni Battista Viotti; 1755-1824)
- ウィテカー - エリック・ウィテカー (Eric Whitacre)
- ヴィターリ
  - ジョヴァンニ・バッティスタ・ヴィターリ (Giovanni Battista Vitali; 1632-1692)
  - トマソ・アントニオ・ヴィターリ (Tomaso Antonio Vitali; 1663-1745)
- ヴィドール - シャルル＝マリー・ヴィドール (Charles-Marie Widor; 1845-1937)
- ヴィトリ - フィリップ・ド・ヴィトリ (Philippe de Vitry; 1291-1361)
- ヴィラールト - アドリアン・ヴィラールト (Adrian Willaert; ca.1490-1562)
- ヴィラ＝ロボス - エイトル・ヴィラ＝ロボス (Heitor Villa-Lobos; 1887-1959)
- ウィラン - ヒーリー・ウィラン (Healey Willan)
- ウィリアムズ
  - クリフトン・ウィリアムズ (Clifton Williams)
  - ジョン・ウィリアムズ (John Williams)
- ウィルビー - フィリップ・ウィルビー (Philip Wilby)
- ヴィルヘルム - フリードリヒ大王 (フリードリッヒ・ヴィルヘルム2世 Friedrich Wilhelm II)
- ヴィンチ - レオナルド・ヴィンチ (Leonardo Vinci)
- ヴィント - ヘルベルト・ヴィント (Herbert Windt)
- ヴェイヴァノフスキー - パヴェル・ヴェイヴァノフスキー (Pavel Josef Vejvanovský)
- ヴェイヴォダ - ヤロミール・ヴェイヴォダ (Jaromír Vejvoda)
- ウェーバー - カール・マリア・フォン・ウェーバー (Carl Maria von Weber; 1786-1826)
- ヴェーベルン - アントン・ヴェーベルン (Anton von Webern; 1883-1945)
- ヴェールベケ - ガスパル・ファン・ヴェールベケ (Gaspar van Weerbeke)
- ヴェッキ - オラツィオ・ヴェッキ (Orazio Vecchi)
- ヴェックマン - マティアス・ヴェックマン (Matthias Weckmann)
- ヴェラチーニ - フランチェスコ・マリア・ヴェラチーニ (Francesco Maria Verachini)
- ヴェルディ - ジュゼッペ・ヴェルディ (Giuseppe Verdi; 1813-1901)
- ヴェルディン - エーベルハルト・ヴェルディン (Eberhard Werdin)
- ヴェルト - ジャケス・デ・ヴェルト (Giaches de Wert)
- ヴェルドロ - フィリップ・ヴェルドロ (Philippe Verdelot)
- ヴェレス - エゴン・ヴェレス (Egon Wellesz)
- ヴェレッシュ - ヴェレッシュ・シャーンドル (Veress Sándor)
- ウォード - ロバート・ウォード (Robert Ward)
- ウォーロック - ピーター・ウォーロック (Peter Warlock)
- ヴォーン・ウィリアムズ - レイフ・ヴォーン・ウィリアムズ (Ralph Vaughan Williams; 1872-1958)
- ヴォジーシェク - ヤン・ヴァーツラフ・ヴォジーシェク (Jan Václav Voříšek; 1791-1825; チェコ)
- ウォリネン - チャールズ・ウォリネン (Charles Wuorinen; 1938- )
- ウォルターズ - ハロルド・ウォルターズ (Harold Laurence Walters)
- ウォルトン - ウィリアム・ウォルトン (William Walton; 1902-1983)
- ヴォルフ - フーゴー・ヴォルフ (Hugo Wolf; 1860-1903)
- ヴォルフ＝フェラーリ - エルマンノ・ヴォルフ＝フェラーリ (Ermanno Volf-Ferrari)
- ヴォルペ - シュテファン・ヴォルペ (Stefan Wolpe)
- ウサンディサーガ - ホセ・マリア・ウサンディサーガ (Jose Maria Usandizaga)
- ウストヴォーリスカヤ - ガリーナ・ウストヴォーリスカヤ (Galina Ivanovna Ustvolskaya)
- ウッチェリーニ - マルコ・ウッチェリーニ (Marco Uccellini)
- ヴュータン - アンリ・ヴュータン (Henri Vieuxtemps; 1820-1881; ベルギー)
- ヴラディゲロフ - パンチョ・ヴラディゲロフ(Pancho Haralanov Vladigerov; ブルガリア)
- ヴラニツキー
  - アントニン・ヴラニツキー（Antonin Vranický)
  - パヴェル・ヴラニツキー (Pavel Vranický)
- ウルシュプルフ - アントン・ウルシュプルフ (Anton Urspruch; 1850-1907; ドイツ)
- ウルフ - ジュリア・ウルフ (Julia Wolfe)
- ウルマン - ヴィクトル・ウルマン (Viktor Ullmann)
- エイヴィソン - チャールズ・エイヴィソン (Charles Avison)
- エヴァンジェリスティ - フランコ・エヴァンジェリスティ (Franco Evangelisti)
- エーベルリン - ヨハン・エルンスト・エーベルリン (Johann Ernst Eberlin)
- エーベルル - アントン・エーベルル (Anton Eberl)
- エシュパイ - アンドレイ・エシュパイ (Andrei Yakovlevich Eshpai; 1925- )
- エスコベド - バルトロメー・デ・エスコベド (Bartolomé de Escobedo)
- エステン - テオドール・エステン (Theodor Oesten)
- エックハルト＝グラマッテ - ソフィー＝カルメン・エックハルト＝グラマッテ (Sophie-Carmen Eckhardt-Gramatté)
- エックレス - ヘンリー・エックレス (Henry Eccles)
- エドモンドソン - ジョン・エドモンドソン (John Edmondson)
- エネスク - ジョルジェ・エネスク (George Enescu; 1881-1955; ルーマニア)
- エメシェール - マリアンヌ・エメシェール (Maryanne Amacher)
- エリア - マリオス・ヨアンノー・エリア (Marios Joannou Elia)
- エリクソン - フランク・エリクソン (Frank Erikson)
- エリコット - ロザリンド・エリコット (Rosalind Ellicott)
- エルガー - エドワード・エルガー (Edward Elgar; 1857-1934)
- エルスネル - ユゼフ・エルスネル (Józef Ksawery Elsner)
- エルツ - アンリ・エルツ (Henri Herz)
- エレビー - マーティン・エレビー (Martin Ellerby)
- エロルド - フェルディナン・エロルド (Louis Joseph Ferdinand Herold; 1791-1833)
- エングルンド - エイナル・エングルンド (Einar Englund)
- オースティン
  - アーネスト・オースティン (Ernest Austin)
  - フレデリック・オースティン (Frederic Austin)
- オーリック - ジョルジュ・オーリック (George Auric; 1899-1983)
- オケゲム - ヨハネス・オケゲム (Johannes Ockeghem; ca.1410-1497)
- オッフェンバック - ジャック・オッフェンバック (Jacques Offenbach; 1819-1880)
- オトテール - ジャック・オトテール (Jacques Hottetèrre)
- オネゲル - アルテュール・オネゲル (Arthur Honegger; 1892-1955)
- オブレヒト - ヤーコプ・オブレヒト (Jacob Obrecht)
- オベール - ダニエル＝フランソワ＝エスプリ・オベール (Daniel-François-Esprit Auber; 1782-1871)
- オリヴァドーティ - ジョゼフ・オリヴァドーティ (Joseph Olivadoti)
- オリヴェロス - ポーリン・オリヴェロス (Pauline Oliveros)
- オルソン - オット・オルソン (Otto Olsson)
- オルバーン - オルバーン・ジェルジュ(Orbán György)
- オルフ - カール・オルフ (Carl Orff; 1895-1982)
- オルボーン - フリアン・オルボーン (Julián Orbón)
- オルメス - オーギュスタ・オルメス (Augusta Mary Anne Holmès)

## カ行
- カーゲル - マウリシオ・カーゲル (Mauricio Kagel)
- ガーシュウィン - ジョージ・ガーシュウィン (George Gershwin)
- カーター - エリオット・カーター (Elliot Carter)
- ガードナー - ケイ・ガードナー (Kay Gardner)
- カーナウ - ジェームス・カーナウ (James Curnow)
- ガーニー - アイヴァー・ガーニー (Ivor Gurney)
- カーペンター - ジョン・オールデン・カーペンター (John Alden Carpenter)
- ガーン - ペーター・ガーン (Peter Gahn)
- カイザー
  - ハインリヒ・エルンスト・カイザー (Heinrich Ernst Kayser)
  - ラインハルト・カイザー (Reinhard Keiser)
- カヴァッリ - ピエトロ・フランチェスコ・カヴァッリ (Pietro Francesco Cavalli)
- カヴァリエーリ - エミリオ・デ・カヴァリエーリ (Emilio de' Cavalieri)
- カウフマン - ゲオルク・フリードリヒ・カウフマン (Georg Friedrich Kaufmann)
- ガジベコフ - スルタン・ガジベコフ (Sultan Gadzhibekov)
- カスカリーノ - ロメオ・カスカリーノ (Romeo Cascarino)
- カスキ - ヘイノ・カスキ (Heino Kaski)
- カスティーリョ - リカルド・カスティーリョ (Ricardo Castillo)
- カスティリョーニ - ニコロ・カスティリョーニ (Niccolo Castiglioni)
- カステッロ - ダリオ・カステッロ (Dario Castello)
- カステルヌオーヴォ＝テデスコ - マリオ・カステルヌオーヴォ＝テデスコ (Mario Castelnuovo-Tedesco)
- ガストルディ - ジョヴァンニ・ガストルディ (Giovanni Giacomo Gastoldi)
- ガスマン - フロリアン・レオポルト・ガスマン (Florian Leopold Gassmann)
- カスラーナ - マッダレーナ・カスラーナ (Maddalena Casulana)
- カタラーニ - アルフレード・カタラーニ (Alfredo Catalani)
- ガッザニーガ - ジュゼッペ・ガッザニーガ (Giuseppe Gazzaniga)
- カッチーニ
  - ジュリオ・カッチーニ (Giulio Caccini)
  - セッティミア・カッチーニ (Settimia Caccini)
  - フランチェスカ・カッチーニ (Francesca Caccini)
- カッツァーティ - マウリツィオ・カッツァーティ (Maurizio Cazzati)
- カッツ＝チェルニン - エレーナ・カッツ＝チェルニン (Elena Kats-Chernin)
- カップ - アルトゥール・カップ (Artur Kapp)
- カテル - シャルル・シモン・カテル (Charles Simon Catel)
- カトゥアール - ゲオルギー・カトゥアール (Georgy L'vovich Katuar)
- カドマン - チャールズ・カドマン (Charles Wakefield Cadman)
- カニョーニ - アントニオ・カニョーニ (Antonio Cagnoni)
- カバレフスキー - ドミトリー・カバレフスキー (Dmitri Borisovich Kabalevsky)
- カプスペルガー - ジョヴァンニ・ジローラモ・カプスペルガー (Giovanni Girolamo Kapsperger)
- カプラーロヴァー - ヴィーチェスラヴァ・カプラーロヴァー (Vitezslava Kapralova)
- ガブリエーリ
  - アンドレーア・ガブリエーリ (Andrea Gabrieli)
  - ジョヴァンニ・ガブリエーリ (Giovanni Gabrieli)
- ガブリエッリ - ドメニコ・ガブリエッリ (Domenico Gabrielli)
- カプリコルヌス - ザムエル・フリードリヒ・カプリコルヌス (Samuel Friedrich Capricornus)
- カプレ - アンドレ・カプレ (André Caplet)
- カペー - リュシアン・カペー (Lucien Louis Capet)
- カベソン - アントニオ・デ・カベソン (Antonio de Cabezon)
- カミレーリ - チャールズ・カミレーリ (Charles Camilleri)
- カラファーティ - ワシーリー・カラファーティ (Wassili Pawlowitsch Kalafati)
- カラマーノフ - アレムダール・カラマーノフ (Alemdar Sabitovich Karamanov)
- カリッシミ - ジャコモ・カリッシミ (Giacomo Carissimi)
- ガリレイ - ヴィンチェンツォ・ガリレイ (Vincenzo Galilei)
- ガリンド - ブラス・ガリンド (Blas Galindo)
- カリンニコフ - ヴァシリー・カリンニコフ (Vasily Kalinnikov)
- カルウォーヴィチ - ミェチスワフ・カルウォーヴィチ (Mieczysław Karłowicz)
- カルカッシ - マッテオ・カルカッシ (Matteo Carcassi)
- カルクブレンナー - フリードリヒ・カルクブレンナー (Friedrich Kalkbrenner)
- ガルシア＝ヴィアルド - ポーリーヌ・ガルシア＝ヴィアルド (Pauline García-Viardot)
- ガルス - ヤコブス・ガルス (Jacobus Gallus)
- カルステニウス - エドヴィン・カルステニウス (Edvin Kallstenius)
- カルダーラ - アントニオ・カルダーラ (Antonio Caldara)
- ガルッピ - バルダッサーレ・ガルッピ (Baldassare Galuppi)
- カルドーゾ - マヌエル・カルドーゾ (Manuel Cardoso)
- カレーニョ
  - イノセンテ・カレーニョ (Inocente Carreño)
  - テレサ・カレーニョ (Teresa Carreño)
- ガロワ＝モンブラン - レイモン・ガロワ＝モンブラン (Raymond Gallois-Montbrun)
- カンチェリ - ギヤ・カンチェリ (Giya Kancheli)
- カントルーブ - ジョゼフ・カントルーブ (Joseph Canteloube)
- ガンバリーニ - エリザベッタ・ド・ガンバリーニ (Elisabetta de Gambarini)
- カンビーニ - ジョヴァンニ・カンビーニ (Giovanni Giuseppe Cambini)
- カンプラ - アンドレ・カンプラ (André Campra)
- カンポ - レジス・カンポ (Regis Campo)
- ギゼゲム - エーヌ・ヴァン・ギゼゲム (Hayne van Ghizeghem)
- ギップス - ルース・ギップス (Ruth Gipps)
- ギブズ - セシル・アームストロング・ギブズ (Cecil Armstrong Gibbs)
- キブルツ - ハンスペーター・キブルツ (Hanspeter Kyburz)
- ギボンズ - オーランド・ギボンズ (Orlando Gibbons)
- キャシディー - アーロン・キャシディー (Aaron Cassidy)
- ギャニオン - アンドレ・ギャニオン (Andre Gagnon)
- キャンピオン - トマス・キャンピオン (Thomas Campion)
- キャンプハウス - マーク・キャンプハウス (Mark Camphouse)
- キュイ - ツェーザリ・キュイ (Tsezar Antonovich Kyui)
- ギリングハム - デイヴィッド・ギリングハム (David Gillingham)
- キルピネン - ユリエ・キルピネン (Yrjö Kilpinen)
- ギルマン - アレクサンドル・ギルマン (Alexandre Guilmant)
- ギロヴェッツ - アダルベルト・ギロヴェッツ (Adalbert Gyrowetz)
- ギロー - エルネスト・ギロー (Ernest Guiraud)
- キンケル - ヨハンナ・キンケル (Johanna Kinkel)
- グアーミ - ジョゼッフォ・グアーミ (Gioseffo Guami)
- クィルター - ロジャー・クィルター (Roger Quilter)
- クヴァンツ - ヨハン・ヨアヒム・クヴァンツ (Johann Joachim Quantz)
- グヴィ - テオドール・グヴィ (Louis Théodore Gouvy)
- クーツィール - ヤン・クーツィール (Jan Koetsier)
- クーナウ - ヨハン・クーナウ (Johann Kuhnau)
- クープラン
  - フランソワ・クープラン (Francois Couperin)
  - ルイ・クープラン (Louis Couperin)
- クモホ - フランティシェク・クモホ（チェコ語版） (František Kmoch)
- クーラ - トイヴォ・クーラ (Toivo Timoteus Kuula)
- クーラウ - フリードリヒ・クーラウ (Daniel Friedrich Rudolph Kuhlau)
- グールド - モートン・グールド (Morton Gould)
- クズネツォフ - アレクサンドル・クズネツォフ (Aleksandr Kuznetsov)
- クセナキス - ヤニス・クセナキス (Iannis Xenakis)
- クック - アーノルド・クック (Arnold Cooke)
- グディメル - クロード・グディメル (Claude Goudimel)
- クニッペル - レフ・クニッペル (Lev Konstantinovich Knipper)
- グノー - シャルル・グノー (Charles Gounod)
- クノル - イヴァン・クノル (Iwan Knorr)
- グバイドゥーリナ - ソフィア・グバイドゥーリナ (Sofiya Asgatovna Gubaidulina)
- クラ - ジャン・クラ (Jean Cras)
- クラーク
  - ジェレマイア・クラーク (Jeremiah Clarke)
  - ナイジェル・クラーク (Nigel Clarke)
  - レベッカ・クラーク (Rebecca Helferich Clarke)
- クライスラー - フリッツ・クライスラー (Fritz Kreisler)
- クライン - ギデオン・クライン (Gideon Klein)
- クラウス - ヨーゼフ・マルティン・クラウス (Josef Martin Kraus)
- グラウプナー - クリストフ・グラウプナー (Christoph Graupner)
- グラウン
  - カール・ハインリヒ・グラウン (Carl Heinrich Graun)
  - ヨハン・ゴットリープ・グラウン (Johann Gottlieb Graun)
- グラス - フィリップ・グラス (Philip Glass)
- グラズノフ - アレクサンドル・グラズノフ (Alexander Glazunov)
- グラナドス - エンリケ・グラナドス (Enrique Granados)
- グランサム - ドナルド・グランサム (Donald Grantham)
- グランディ - アレッサンドロ・グランディ (Alessandro Grandi)
- グランヴィル＝ヒックス - ペギー・グランヴィル＝ヒックス (Peggy Glanville-Hicks)
- クリーエフ - トフィク・クリーエフ (Tofik Kuliev)
- クリーガー
  - アダム・クリーガー (Adam Krieger)
  - ヨハン・フィリップ・クリーガー (Johann Philipp Krieger)
- グリーグ - エドヴァルド・グリーグ (Edvard Hagerup Grieg)
- グリーディ - ヘスース・グリーディ (Jesús Guridi)
- グリーン - モーリス・グリーン (Maurice Greene)
- グリエール - レインゴリト・グリエール (Reinhol'd Glière)
- グリゼー - ジェラール・グリゼー (Gerard Grisey)
- グリニー - ニコラ・ド・グリニー (Nicolas de Grigny)
- クリフ - フレデリック・クリフ (Frederic Cliffe)
- グリマス - グリマス (Grimace)
- グリンカ - ミハイル・グリンカ (Mikhail Glinka)
- クリントヴォルト - カール・クリントヴォルト (Karl Klindworth)
- グルーエンバーグ - ルイス・グルーエンバーグ (Louis Gruenberg)
- クルターグ - クルターグ・ジェルジ (Kurtág György)
- グルック - クリストフ・ヴィリバルト・グルック (Christoph Willibald Gluck)
- グルノン - ニコラ・グルノン (Nicolas Grenon)
- グルリット
  - コルネリウス・グルリット (Cornelius Gurlitt)
  - マンフレート・グルリット (Manfred Gurlitt)
- クルンプホルツ - ヤン・クシチテル・クルンプホルツ (Jan Křtitel Krumpholz)
- クレイチー - イシャ・クレイチー (Iša Krejčí)
- グレインジャー - パーシー・グレインジャー (Percy Grainger)
- グレーアム - ピーター・グレーアム (Peter Graham)
- グレーデナー
  - カール・グレーデナー (Karl Graedener)
  - ヘルマン・グレーデナー (Hermann Graedener)
- クレキヨン - トーマス・クレキヨン (Thomas Crecquillon)
- グレグソン - エドワード・グレグソン (Edward Gregson)
- グレゴリウス - グレゴリウス1世 (Pope Gregory I)
- クレストン - ポール・クレストン (Paul Creston)
- グレチャニノフ - アレクサンドル・グレチャニノフ (Alexander Gretchaninoff)
- グレトリ - アンドレ＝エルネスト＝モデスト・グレトリ (André-Ernest-Modeste Grétry)
- クレメンス - クレメンス・ノン・パパ (Clemens non Papa)
- クレメンティ
  - アルド・クレメンティ (Aldo Clementi)
  - ムツィオ・クレメンティ (Muzio Clementi)
- クレランボー - ルイ＝ニコラ・クレランボー (Louis Nicolas Clérambault)
- クレンゲル - ユリウス・クレンゲル (Julius Klengel)
- グローヴェン - エイヴィン・グローヴェン (Eivind Groven)
- クロフォード＝シーガー - ルース・クロフォード＝シーガー (Ruth Crawford-Seeger)
- クロンマー - フランツ・クロンマー (Franz Krommer)
- グングル
  - ヨーゼフ・グングル (Josef Gung'l)
  - ヨハン・グングル（ドイツ語版） (Johann Gungl)
- ケイ - ユリシーズ・ケイ (Ulysses Kay)
- ケー - ピート・ケー (Piet Kee)
- ケージ - ジョン・ケージ (John Cage)
- ゲーゼ - ニルス・ゲーゼ (Niels Gade)
- ケクラン - シャルル・ケクラン (Charles Koechlin)
- ゲディーニ - ジョルジョ・フェデリコ・ゲディーニ (Giorgio Federico Ghedini)
- ゲディケ - アレクサンドル・ゲディケ (Alexander Goedicke)
- ケ＝デルヴロワ - ルイ・ド・ケ＝デルヴロワ (Louis de Caix d'Hervelois)
- ケテルビー - アルバート・ケテルビー (Albert Ketèlbey)
- ケナン - ケント・ケナン (Kent Kennan)
- ケラー - ホーマー・ケラー (Homer Keller)
- ゲラルデッロ・ダ・フィレンツェ - ゲラルデッロ・ダ・フィレンツェ (Gherardello da Firenze)
- ケルビーニ - ルイジ・ケルビーニ (Luigi Cherubini)
- ケルル - ヨハン・カスパール・ケルル (Johann Kaspar Kerll)
- ゲレーロ
  - アルベルト・ゲレーロ (Antonio Alberto García Guerrero)
  - フランシスコ・ゲレーロ (Francisco Guerrero)
- コーツ
  - エリック・コーツ (Eric Coates)
  - グロリア・コーツ (Gloria Coates)
- ゴーティエ - ドニ・ゴーティエ (Denis Gaultier)
- コーディル - ジム・アンディ・コーディル (Jim Andy Caudill)
- コーニッシュ - ウィリアム・コーニッシュ (William Cornysh)
- ゴーブ - アダム・ゴーブ (Adam Gorb)
- コープランド - アーロン・コープランド (Aaron Copland)
- ゴーベール - フィリップ・ゴーベール (Philippe Gaubert)
- コジェルフ 
  - ヤン・コジェルフ (Jan Antonín Koželuh)
  - レオポルト・アントニーン・コジェルフ (Leopold Antonín Koželuh)
- コシュロー - ピエール・コシュロー (Pierre Eugène Charles Cochereau)
- ゴスフィールド - アニー・ゴスフィールド (Annie Gosfield)
- コズマ - ジョゼフ・コズマ (Joseph Kosma)
- ゴセック - フランソワ＝ジョセフ・ゴセック (François-Joseph Gossec)
- コダーイ - コダーイ・ゾルターン (Kodály Zoltán)
- ゴットシャルク - ルイス・モロー・ゴットシャルク (Louis Moreau Gottschalk)
- コッリ＝デュセック - ソフィア・コッリ＝デュセック (Sophia Corri-Dussek)
- ゴトコフスキー - イダ・ゴトコフスキー (Ida Gotkovsky)
- ゴドフスキー - レオポルド・ゴドフスキー (Leopold Godowsky)
- コプラリオ - ジョン・コプラリオ (John Coperario)
- コフレル - ユゼフ・コフレル (Józef Koffler)
- コブレンツ - バベッテ・コブレンツ (Babette Koblenz)
- コムザーク
  - カレル・コムザーク1世（ドイツ語版） (Karel Komzák I)
  - カレル・コムザーク2世 (Karel Komzák II)
  - カレル・コムザーク3世（ドイツ語版） (Karel Komzák III)
- ゴメス - カルロス・ゴメス (Antônio Carlos Gomes)
- ゴルトシュタイン - ミハイル・ゴルトシュタイン (Mikhail Emanuilovich Goldstein)
- ゴルトシュミット - ベルトルト・ゴルトシュミット (Berthold Goldschmidt)
- ゴルトマルク - カール・ゴルトマルク (Karl Goldmark)
- コルネリウス - ペーター・コルネリウス (Peter Cornelius)
- コルベッタ - フランチェスコ・コルベッタ (Francesco Corbetta)
- ゴルベフ - エフゲニー・ゴルベフ (Evgeny Kirillovich Golubev)
- コルンゴルト - エーリヒ・ヴォルフガング・コルンゴルト (Erich Wolfgang Korngold)
- コレ - アンリ・コレ (Henri Collet)
- コレア・デ・アラウホ - フランシスコ・コレア・デ・アラウホ (Francisco Correa de Arauxo)
- コレッリ - アルカンジェロ・コレッリ (Arcangero Corelli)
- ゴロワノフ - ニコライ・ゴロワノフ (Nikolay Semyonovich Golovanov)
- コンヴァース
  - チャールズ・コンヴァース (Charles Crozat Converse)
  - フレデリック・コンヴァース (Frederick Shepherd Converse)
- ゴンザーガ - シキーニャ・ゴンザーガ (Chiquinha Gonzaga)
- コンペール - ロイゼ・コンペール (Loyset Compère)
- ゴンベール - ニコラ・ゴンベール (Nicolas Gombert)

## サ行
- サーリアホ - カイヤ・サーリアホ (Kaija Saariaho)
- ザーロモン - ヨハン・ペーター・ザーロモン (Johann Peter Salomon)
- サイグン - アフメト・アドナン・サイグン (Ahmet Adnan Saygun)
- ザイツ - フリードリヒ・ザイツ (Friedrich Seitz)
- サッキーニ - アントニオ・サッキーニ (Antonio Sacchini)
- サッリネン - アウリス・サッリネン (Aulis Sallinen)
- サティ - エリック・サティ (Erik Satie)
- サマズイユ - ギュスターヴ・サマズイユ (Gustave Samazeuilh)
- サラサーテ - パブロ・デ・サラサーテ (Pablo de Sarasate)
- サリヴァン - アーサー・サリヴァン (Arthur Sullivan)
- サリエリ - アントニオ・サリエリ (Anotonio Salieri)
- サルティ - ジュゼッペ・サルティ (Giuseppe Sarti)
- サルトリオ - アントニオ・サルトリオ (Antonio Sartorio)
- サルマノフ - ワディム・サルマノフ (Vadim Nikolayevich Salmanov)
- ザレンプスキ －ユリウシュ・ザレンプスキ　(Juliusz Zarębski;1854-1885;ポーランド)
- サンカン - ピエール・サンカン (Pierre Sancan)
- サン＝サーンス - カミーユ・サン＝サーンス (Camille Saint-Saëns)
- サンジュレー - ジャン＝バティスト・サンジュレー (Jean-Baptiste Singelee)
- サンス - ガスパル・サンス (Gaspar Sanz)
- サンダース - レベッカ・サンダース (Rebecca Saunders)
- サンチェス - ジョヴァンニ・フェリーチェ・サンチェス (Giovanni Felice Sances)
- サント＝コロンブ - サント＝コロンブ (Monsieur de Sainte-Colombe)
- ザンドナーイ - リッカルド・ザンドナーイ (Riccardo Zandonai)
- サンドラン - ピエール・サンドラン (Pierre Sandrin)
- サントロ - クラウジオ・サントロ (Cláudio Santoro)
- サンマルティーニ
  - ジュゼッペ・サンマルティーニ (Giuseppe Sammartini)
  - ジョヴァンニ・バッティスタ・サンマルティーニ (Giovanni Battista Sammartini)
- サンレーシュ - ジャコブ・ド・サンレーシュ (Jacob de Senleches)
- シーグマイスター - エリー・シーグマイスター (Elie Siegmeister)
- ジヴォトフ - アレクセイ・ジヴォトフ (Aleksey Semyonovich Zhivotov)
- シヴォリ - カミッロ・シヴォリ (Camillo Sivori)
- ジヴヌィ - ヴォイチェフ・アダルベルト・ジヴヌィ (Wojciech Adalbert Żywny)
- ジェイガー - ロバート・ジェイガー (Robert Jager)
- ジェイコブ - ゴードン・ジェイコブ (Gordon Jacob)
- シェイベル - シェイベル・マーチャーシュ (Seiber Mátyás)
- ジェヴェール - フランソワ＝オーギュスト・ジェヴェール (François-Auguste Gevaert)
- シェーグレン - エミール・シェーグレン (Johan Gustav Emil Sjögren)
- シェーファー - レーモンド・マリー・シェーファー (Raymond Murray Schafer)
- シェーンベルク - アルノルト・シェーンベルク (Arnold Schoenberg)
- シェーンヘル - マックス・シェーンヘル (Max Schönherr)
- ジェズアルド - カルロ・ジェズアルド (Carlo Gesualdo)
- シェック - オトマール・シェック (Othmar Schoeck)
- シェッフェル - ボグスワフ・シェッフェル (Boguslaw Schaeffer)
- シェッレ - ヨハン・シェッレ (Johann Schelle)
- シェドヴィル - ニコラ・シェドヴィル (Nicolas Chédeville)
- シェパード - ジョン・シェパード (John Sheppard)
- シェフェール - ピエール・シェフェール (Pierre Henri Marie Schaeffer)
- ジェミニアーニ - フランチェスコ・ジェミニアーニ (Francesco Geminiani)
- ジェラール - ロベルト・ジェラール (Roberto Gerhard)
- シェリング - アーネスト・シェリング (Ernest Henry Schelling)
- ジェルヴェーズ - クロード・ジェルヴェーズ (Claude Gervaise)
- シェルシ - ジャチント・シェルシ (Giacinto Scelci)
- シェルドン - ロバート・シェルドン (Robert Sheldon)
- ジェンキンズ - ジョン・ジェンキンズ (John Jenkins)
- ジガーノフ - ナジーブ・ジガーノフ (Nazib Zhiganov)
- ジグー - ウジェーヌ・ジグー (Eugène Gigout)
- シシー - ロジャー・シシー (Roger Cichy)
- シチェルバチョフ - ウラディーミル・シチェルバチョフ (Vladimir Vladimirovich Shcherbachyov)
- ジット - ハンス・ジット (Hans Sitt)
- シテインベルク - マクシミリアン・シテインベルク (Maximilian Osseyevich Shteinberg)
- ジフ - オタカル・ジフ (Otakar Zich)
- シベリウス - ジャン・シベリウス (Jean Sibelius)
- シマノフスカ - マリア・シマノフスカ (Maria Szymanowska)
- シマノフスキ - カロル・シマノフスキ (Karol Szymanowski)
- シャーンドル - シャーンドル・エンマ (Sándor Emma)
- シャイデマン - ハインリヒ・シャイデマン (Heinrich Scheidemann)
- シャイト - ザムエル・シャイト (Samuel Scheidt)
- シャイベ - ヨハン・アドルフ・シャイベ (Johann Adolf Scheibe)
- シャイン - ヨハン・ヘルマン・シャイン (Johann Hermann Schein)
- ジャエル - マリー・ジャエル (Marie Jaëll)
- ジャケ＝ド＝ラ＝ゲール - エリザベト＝クロード・ジャケ＝ド＝ラ＝ゲール (Elisabeth-Claude Jacquet de la Guerre)
- ジャコビ - フレデリック・ジャコビ (Frederick Jacobi)
- ジャダン
  - ヤサント・ジャダン (Hyacinthe Jadin)
  - ルイ・エマニュエル・ジャダン (Louis Emmanuel Jadin)
- ジャヌカン - クレマン・ジャヌカン (Clément Janequin)
- シャピロ - アレックス・シャピロ (Alex Shapiro)
- シャフラート - クリストフ・シャフラート (Christoph Schaffrath)
- シャブリエ - エマニュエル・シャブリエ (Emmanuel Chabrier)
- シャベルスキ - ボレスワフ・シャベルスキ (Bolesław Szabelski)
- シャポーリン - ユーリ・シャポーリン (Yuri Alexandrovich Shaporin)
- シャミナード - セシル・シャミナード (Cécile Chaminade)
- シャリーノ - サルヴァトーレ・シャリーノ (Salvatore Sciarrino)
- シャルヴェンカ - フランツ・クサヴァー・シャルヴェンカ (Franz Xaver Scharwenka)
- シャルパンティエ
  - ギュスターヴ・シャルパンティエ (Gustave Charpentier)
  - マルカントワーヌ・シャルパンティエ (Marc-Antoine Charpentier)
- ジャレル - ミカエル・ジャレル (Michael Jarrell)
- ジャンニーニ - ヴィットリオ・ジャンニーニ (Vittorio Giannini)
- シャンボニエール - ジャック・シャンピオン・ド・シャンボニエール (Jacques Champion de Chambonnières)
- シュヴァーエン - クルト・シュヴァーエン (Kurt Schwaen)
- シュヴィヤール - カミーユ・シュヴィヤール (Camille Chevillard)
- シュースター - ヨーゼフ・シュースター (Joseph Schuster)
- シューベルト
  - フランソワ・シューベルト (François Schubert)
  - フランツ・シューベルト (Franz Peter Schubert)
- シューマン
  - ウィリアム・シューマン (William Howard Schuman)
  - クララ・シューマン (Clara Schumann)
  - ゲオルク・シューマン (Georg Alfred Schumann)
  - ロベルト・シューマン (Robert Alexander Schumann)
- シュターミツ - カール・シュターミツ (Carl Stamitz)
- シュッツ - ハインリヒ・シュッツ (Heinrich Schütz)
- シュテファン - ルディ・シュテファン (Rudi Stephan)
- シュトックハウゼン - カールハインツ・シュトックハウゼン (Karlheinz Stockhausen)
- シュトラウス
  - イザーク・シュトラウス (Isaac Strauss)
  - エドゥアルト・シュトラウス1世 (Eduard Strauss)
  - オスカー・シュトラウス (Oscar Straus)
  - フランツ・シュトラウス (Franz Strauss)
  - ヨーゼフ・シュトラウス (Josef Strauss)
  - ヨハン・シュトラウス1世 (Johann Strauss I)
  - ヨハン・シュトラウス2世 (Johann Strauss II)
  - ヨハン・シュトラウス3世 (Johann Strauss III)
  - リヒャルト・シュトラウス (Richard Strauss)
- シュトルツ - ロベルト・シュトルツ (Robert Stolz)
- シュニトケ - アルフレート・シュニトケ (Alfred Garyevich Schnittke)
- シュネーベル - ディーター・シュネーベル (Dieter Schnebel)
- シュペルガー - ヨハン・マティーアス・シュペルガー (Johannes Matthias Sperger)
- シュポーア - ルイ・シュポーア (Louis Spohr)
- シュミット
  - フランツ・シュミット (Franz Schmidt)
  - フローラン・シュミット (Florent Schmitt)
- シュメルツァー
  - アンドレアス・アントン・シュメルツァー (Andreas Anton Schmelzer)
  - ヨハン・ハインリヒ・シュメルツァー (Johann Heinrich Schmelzer)
- シュラー - ガンサー・シュラー (Gunther Schuller)
- ジュリアーニ - マウロ・ジュリアーニ (Mauro Giuliani)
- シュルツ - ヨハン・アブラハム・ペーター・シュルツ (Johann Abraham Peter Schulz)
- シュルホフ - エルヴィン・シュルホフ (Erwin Schulhoff)
- シュレーカー - フランツ・シュレーカー (Franz Schreker)
- シュワルツ - オットー・M・シュワルツ (Otto M. Schwarz)
- ジョヴァンニーニ - シーザー・ジョヴァンニーニ (Caesar Giovannini)
- ショーソン - エルネスト・ショーソン (Ernest Chausson)
- ショーベルト - ヨハン・ショーベルト (Johann Schobert)
- ジョスカン - ジョスカン・デ・プレ (Josquin Des Pres)
- ショスタコーヴィチ - ドミートリイ・ショスタコーヴィチ (Dmitry Shostakovich)
- ショパン - フレデリック・ショパン (Frederic Chopin)
- ジョプリン - スコット・ジョプリン (Scott Joplin)
- ジョリヴェ - アンドレ・ジョリヴェ (André Jolivet)
- ジョルダーニ
  - ジュゼッペ・ジョルダーニ (Giuseppe Giordani)
  - トンマーゾ・ジョルダーニ (Tommaso Giordani)
- ジョルダーノ - ウンベルト・ジョルダーノ (Umberto Giordano)
- ジョンゲン
  - ジョゼフ・ジョンゲン (Joseph Marie Alphonse Nicholas Jongen)
  - レオン・ジョンゲン (Léon Jongen)
- ジル - ジャン・ジル (Jean Gilles)
- ジルソン - ポール・ジルソン (Paul Gilson)
- シンディング - クリスティアン・シンディング (Christian August Sinding; 1856-1941; ノルウェー)
- シンプソン - ロバート・シンプソン (Robert Simpson)
- スヴィリードフ - ゲオルギー・スヴィリードフ (Georgy Vassilievich Sviridov; 1915-1998)
- スウェアリンジェン - ジェイムズ・スウェアリンジェン (James Swearingen)
- スウェーリンク - ヤン・ピーテルスゾーン・スウェーリンク (Jan Pieterszoon Sweelinck)
- スーク - ヨセフ・スク (Josef Suk)
- スーザ - ジョン・フィリップ・スーザ (John Philip Sousa)
- ズーターマイスター - ハインリヒ・ズーターマイスター (Heinrich Sutermeister)
- スカルソープ - ピーター・スカルソープ (Peter Sculthorpe)
- スカルラッティ
  - アレッサンドロ・スカルラッティ (Alessandro Scarlatti)
  - ドメニコ・スカルラッティ (Domenico Scarlatti)
  - ピエトロ・フィリッポ・スカルラッティ (Pietro Filippo Scarlatti)
- スキーラ - フランチェスコ・スキーラ (Francesco Schira)
- スクリャービン - アレクサンドル・スクリャービン (Alexander Nikolayevich Scriabin)
- スザート - ティールマン・スザート (Tielman Susato)
- スタンプ - ジャック・スタンプ (Jack Stamp)
- スタンフォード - チャールズ・ヴィリアーズ・スタンフォード (Charles Villiers Stanford)
- スッカリ - ディア・スッカリ (Dia Succari)
- スッペ - フランツ・フォン・スッペ (Franz von Suppe)
- スティーヴンス - バーナード・スティーヴンス (Bernard Stevens)
- ステーンハンマル - ヴィルヘルム・ステーンハンマル (Wilhelm Stenhammar)
- ステッファーニ - アゴスティーノ・ステッファーニ (Agostino Steffani)
- ステルネフェルト - ダニエル・ステルネフェルト (Daniel Sternefeld)
- ストラヴィンスキー - イーゴリ・ストラヴィンスキー (Igor Stravinsky)
- ストラデッラ - アレッサンドロ・ストラデッラ (Alessandro Stradella)
- ストロッツィ - バルバラ・ストロッツィ (Barbara Strozzi)
- スパーク - フィリップ・スパーク (Philip Sparke)
- スパニョーラ - ジョゼフ・スパニョーラ (Joseph T. Spaniola)
- スピークス - オーリー・スピークス (Oley Speaks)
- スポンティーニ - ガスパーレ・スポンティーニ (Gaspare Spontini)
- スマイス - エセル・スマイス (Ethel Smyth)
- ズマヤ - マヌエル・デ・ズマヤ (Manuel de Zumaya)
- スミス
  - アリス・メアリ・スミス (Alice Mary Smith)
  - クロード・トーマス・スミス (Claude Thomas Smith)
  - ロバート・W・スミス (Robert W. Smith)
- スミット -レオ・スミット (オランダの作曲家)(Leo Smit)
- スメタナ - ベドルジハ・スメタナ (Bedrich Smetana)
- スラヴィツキー - クレメント・スラヴィツキー (Klement Slavický)
- セイシャス - カルロス・セイシャス (José António Carlos de Seixas)
- セイヤー - ホイットニー・ユージン・セイヤー (Whitney Eugene Thayer)
- セヴラック - デオダ・ド・セヴラック (Déodat de Céverac)
- セルヴァーンスキ - セルヴァーンスキ・エンドレ (Szervánszky Endre)
- セルトン - ピエール・セルトン (Pierre Certon)
- セルミジ - クローダン・ド・セルミジ (Claudin de Sermisy)
- セレロールス - ジョアン・セレロールス (Joan Cererols)
- ゼレンカ - ヤン・ディスマス・ゼレンカ (Jan Dismas Zelenka)
- セローフ - アレクサンドル・セローフ (Alexander Nikolayevich Serov)
- ゼンフル - ルートヴィヒ・ゼンフル (Ludwig Senfl)
- ソーシード - リチャード・L・ソーシード (Richard L. Saucedo)
- ソーレ - エミール・ソーレ (Émile Sauret)
- ソコロフ - ニコライ・アレクサンドロヴィチ・ソコロフ (Nikolay Alexandrovich Sokolov)
- ソッリマ - ジョヴァンニ・ソッリマ (Giovanni Sollima)
- ソラブジ - カイホスルー・シャプルジ・ソラブジ (Kaikhosru Shapurji Sorabji)
- ソル - フェルナンド・ソル (Fernando Sor)
- ソレール - アントニオ・ソレール (Antonio Soler)

## タ行
- タイ - クリストファー・タイ (Christopher Tye)
- タイケ - カール・タイケ (Carl Albert Hermann Teike)
- タイユフェール - ジェルメーヌ・タイユフェール (Germaine Tilleferre)
- タイレ - ヨハン・タイレ (Johann Theile)
- タヴァーナー - ジョン・タヴァーナー (John Taverner)
- ダヴィッド - フェルディナンド・ダヴィッド (Ferdinand David)
- ダヴィドフ - カルル・ダヴィドフ (Karl Davidov)
- ダウニー - ケネス・ダウニー (Kenneth Downie)
- ダウランド - ジョン・ダウランド (John Dowland)
- タカーチュ - タカーチュ・イェネー (Takács Jenő)
- ダ・カプア - リナルド・ダ・カプア (Rinaldo da Capua)
- ダカン - ルイ＝クロード・ダカン (Louis-Claude Daquin)
- タクタキシヴィリ - オタール・タクタキシヴィリ (Otar Taktakishvili)
- ダストルガ - エマヌエーレ・ダストルガ (Emanuele d'Astorga)
- ダッラピッコラ - ルイージ・ダッラピッコラ (Luigi Dallapiccola)
- タネーエフ - セルゲイ・タネーエフ (Sergei Taneyev)
- タネジ - マーク＝アンソニー・タネジ (Mark-Anthony Turnage)
- ダマーズ - ジャン＝ミシェル・ダマーズ (Jean-Michel Damase)
- タリス - トマス・タリス (Thomas Tallis)
- タル - フィッシャー・タル (Fisher Tull)
- ダルゴムイシスキー - アレクサンドル・ダルゴムイシスキー (Alexander Sergeyevich Dargomyzhsky)
- タルティーニ - ジュゼッペ・タルティーニ (Giuseppe Tartini)
- ダルドロ - ギィ・ダルドロ (Guy d'Hardelot)
- タレガ - フランシスコ・タレガ (Francisco Tarrega-Eixea)
- タワー - ジョーン・タワー (Joan Tower)
- ダンクラ - シャルル・ダンクラ (Charles (Jean Baptiste) Dancla)
- ダングルベール - ジャン＝アンリ・ダングルベール (Jean Henri d'Anglebert)
- ダンスタブル - ジョン・ダンスタブル (John Dunstable)
- タンスマン - アレクサンドル・タンスマン (Alexandre Tansman; 1897-1986; ポーランド/フランス)
- ダンツィ - フランツ・ダンツィ (Franz Danzi)
- ダンディ - ヴァンサン・ダンディ　(Vincent d'Indy)
- タン・ドゥン - タン・ドゥン (譚盾 Tan Dun)
- ダンヒル - トマス・ダンヒル (Thomas Frederick Dunhill)
- チェザリーニ - フランコ・チェザリーニ (Franco Cesarini)
- チェスティ - アントニオ・チェスティ (Antonio Cesti)
- チェルニー - カール・チェルニー (Karl Czerny)
- チェルノヴィン - ハヤ・チェルノヴィン (Chaya Czernowin)
- チェルノホルスキー - ボフスラフ・チェルノホルスキー (Bohuslav Matej Černohorský)
- チェレプニン - ニコライ・チェレプニン (Nikolai Nikolayevich Tcherepnin)
- チマローザ - ドメニコ・チマローザ (Domenico Cimarosa)
- チャイコフスキ - アンジェイ・チャイコフスキ (Andrzej Czajkowski)
- チャイコフスキー
  - ピョートル・チャイコフスキー (Pyotr Ilyich Tchaikovsky)
  - ボリス・チャイコフスキー (Boris Alexandrovich Tchaikovsky)
- チャドウィック - ジョージ・ホワイトフィールド・チャドウィック (George Whitefield Chadwick)
- チャピ - ルペルト・チャピ (Ruperto Chapí y Lorente)
- チャベス - カルロス・チャベス (Carlos Chávez)
- チャンス - ジョン・バーンズ・チャンス (John Barnes Chance)
- チューダー - デイヴィッド・チューダー (David Tudor)
- チュエカ - フェデリコ・チュエカ (Federico Chueca y Robres)
- チレア - フランチェスコ・チレア (Francesco Cilea)
- ツァイスル - エーリッヒ・ツァイスル (Erich Zeisl)
- ツァルリーノ - ジョゼッフォ・ツァルリーノ (Gioseffo Zarlino)
- ツィブルカ - アルフォンス・ツィブルカ (Alphons Czibulka)
- ツィポーリ - ドメニコ・ツィポーリ (Domenico Zipoli)
- ツィーラー - カール・ミヒャエル・ツィーラー (Carl Michael Ziehrer)
- ツィンマーマン
  - ヴァルター・ツィンマーマン (Walter Zimmermann)
  - チャールズ・ツィンマーマン (Charles A. Zimmerman)
  - ベルント・アロイス・ツィンマーマン (Bernd Alois Zimmermann)
- ツウィリッヒ - エレン・ターフィ・ツウィリッヒ (Ellen Taaffe Zwilich)
- ツェムリンスキー - アレクサンダー・フォン・ツェムリンスキー (Alexander von Zemlinsky)
- ディアベリ - アントニオ・ディアベリ (Antonio Diabelli)
- ティーセン - ハインツ・ティーセン (Heinz Tiessen)
- ディートリヒ - アルベルト・ディートリヒ (Albert Dietrich)
- ディーペンブロック - アルフォンス・ディーペンブロック (Alphonsus Johannes Maria Diepenbrock)
- ディーリアス - フレデリック・ディーリアス (Frederick Delius)
- ティケリ - フランク・ティケリ (Frank Ticheli)
- ディッタースドルフ - カール・ディッタース・フォン・ディッタースドルフ (Carl Ditters von Dittersdorf)
- ティペット - マイケル・ティペット (Michael Kemp Tippett)
- ティリンデッリ - ピエール・アドルフォ・ティリンデッリ (Pier Adolfo Tirindelli)
- デイル - ベンジャミン・デイル (Benjamin James Dale)
- ディルータ - ジローラモ・ディルータ (Girolamo Diruta)
- ティンクトーリス - ヨハネス・ティンクトーリス (Johannes Tinctoris)
- ディンディア - シジズモンド・ディンディア (Sigismondo d'India)
- デ・グレーフ - アルテュール・デ・グレーフ (Arthur De Greef)
- デザンクロ - アルフレッド・デザンクロ (Alfred Désenclos)
- テナーリア - アントニオ・フランチェスコ・テナーリア (Antonio Francesco Tenaglia)
- デマレ - アンリ・デマレ (Henri Desmarets)
- デマンティウス - クリストフ・デマンティウス (Christoph Demantius)
- デ＝ミケーリ - ジュリオ・デ＝ミケーリ (Giulio De Micheli)
- デ・メイ - ヨハン・デ・メイ (Johan de Meij)
- デュカス - ポール・デュカス (Paul Dukas)
- デュサパン - パスカル・デュサパン (Pascal Dusapin)
- デュシェック - フランティシェク・クサヴェル・デュシェック (František Xaver Dušek)
- デュティユー - アンリ・デュティユー (Henri Dutilleux)
- デュパルク - アンリ・デュパルク (Henri Duparc)
- デュファイ - ギヨーム・デュファイ
- デュブコワ - イリーナ・デュブコワ (Irina Dubkova)

(Guillaume Dufay)
- デュフリ - ジャック・デュフリ (Jacques Duphly)
- デュプレ - マルセル・デュプレ (Marcel Dupre)
- デュボワ - テオドール・デュボワ (François-Clément Théodore Dubois)
- デュリュフレ - モーリス・デュリュフレ (Maurice Durufle)
- デュレ - ルイ・デュレ (Louis Durey)
- デ・ルーカ - セヴェーロ・デ・ルーカ (Severo De Luca)
- テルテリャーン - アーヴェト・テルテリャーン (Avet Terterian)
- デル＝ボルゴ - エリオット・デル＝ボルゴ (Eliot Del Borgo)
- テレマン - ゲオルク・フィリップ・テレマン (Georg Philipp Telemann)
- デロ＝ジョイオ - ノーマン・デロ＝ジョイオ (Norman Dello Joio)
- ドアティ - マイケル・ドアティ (Michael Daugherty)
- ドヴァリョーナス - バリス・ドヴァリョーナス (Balys Dvarionas)
- トゥーンダー - フランツ・トゥーンダー (Franz Tunder)
- トヴェイト - ゲイル・トヴェイト (Geirr Tveitt)
- ドヴォルザーク - アントニン・ドヴォルザーク (Antonín Leopold Dvořák)
- ドゥシーク - ヤン・ラディスラフ・ドゥシーク (Johann Ladislaus Dussek)
- トゥビン - エドゥアルド・トゥビン (Eduard Tubin)
- ドゥミトレスク - イアンク・ドゥミトレスク (Iancu Dumitrescu)
- ドゥメッシュー（ドゥメシュ） - ジャンヌ・ドゥメッシュー (Jeanne Marie-Madeleine Demessieux)
- ドゥランテ - フランチェスコ・ドゥランテ (Francesco Durante)
- トゥリーナ - ホアキン・トゥリーナ (Joaquín Turina)
- トゥルニエ - マルセル・トゥルニエ (Marcel Tournier)
- トゥルヌミール - シャルル・トゥルヌミール (Charles Tournemire)
- ドーソン - ウィリアム・リーヴァイ・ドーソン (William Levi Dawson)
- ドス - トーマス・ドス (Thomas Doss)
- トスティ - フランチェスコ・パオロ・トスティ (Francesco Paolo Tosti)
- ドナーティ - イニャツィオ・ドナーティ (Ignazio Donati)
- ドナウディ - ステーファノ・ドナウディ (Stefano Donaudy)
- ドナトーニ - フランコ・ドナトーニ (Franco Donatoni)
- ドニゼッティ - ガエターノ・ドニゼッティ (Gaetano Donizetti)
- ドビアーシュ - ヴァーツラフ・ドビアーシュ (Václav Dobiáš)
- ドビュッシー - クロード・ドビュッシー (Claude Achille Debussy)
- ドホナーニ - エルンスト・フォン・ドホナーニ (Ernst von Dohnanyi)
- トマ - アンブロワーズ・トマ (Charles Louis Ambroise Thomas)
- トムキンズ - トマス・トムキンズ (Thomas Tomkins)
- ドラーギ
  - アントニオ・ドラーギ (Antonio Draghi)
  - ジョヴァンニ・バッティスタ・ドラーギ (Giovanni Battista Draghi)
- ドライショク - アレクサンダー・ドライショク (Alexander Dreyschock)
- トラエッタ - トンマーゾ・トラエッタ (Tommaso Traetta)
- ドラガタキス - ディミトリス・ドラガタキス (Dimitris Dragatakis)
- トラバーチ - ジョヴァンニ・マリア・トラバーチ (Giovanni Maria Trabaci)
- ドラランド - ミシェル＝リシャール・ドラランド (Michel-Richard Delalande)
- トランスラトイル - ジークフリート・トランスラトイル (Siegfried Translateur)
- ドリーブ - レオ・ドリーブ (Léo Delibes)
- ドリゴ - リッカルド・ドリゴ (Riccardo Drigo)
- ドリング - マデリーン・ドリング (Madeleine Dring)
- トリンブル - ジョアン・トリンブル (Joan Trimble)
- ドルドラ - フランティシェク・ドルドラ (Frantisek Drdla)
- ドレーゼケ - フェリクス・ドレーゼケ (Felix Draeseke)
- トレッリ - ジュゼッペ・トレッリ (Giuseppe Torelli)
- トレボール - トレボール (Trebor)
- トロンボンチーノ - バルトロメオ・トロンボンチーノ (Bartolomeo Tromboncino)

## ナ行
- ナイディック - チャールズ・ナイディック (Charles Neidich)
- ナイマン - マイケル・ナイマン (Michael Nyman)
- ナウモフ - レフ・ナウモフ (Lev Naumov)
- ナザレー - エルネスト・ナザレー (Ernesto Julio Nazareth)
- ナボコフ - ニコラス・ナボコフ (Nicolas Nabokov)
- ナルバエス - ルイス・デ・ナルバエス (Luis de Narváez)
- ナンカロウ - コンロン・ナンカロウ (Conlon Nancarrow)
- ニールセン - カール・ニールセン (Carl Nielsen)
- ニューマン - ジョナサン・ニューマン (Jonathan Newman)
- ニン - ホアキン・ニン (Joaquin Nin)
- ニン＝クルメル - ホアキン・ニン＝クルメル (Joaquin Nin-Culmell)
- ネーフェ - クリスティアン・ゴットロープ・ネーフェ (Christian Gottlob Neefe)
- ネグレア - マルツィアン・ネグレア (Marţian Negrea)
- ネッケ - ヘルマン・ネッケ (Hermann Necke)
- ネドバル - オスカル・ネドバル (Oskar Nedbal)
- ネリベル - ヴァーツラフ・ネリベル (Václav Nelhýbel)
- ネルーダ - ヨハン・バプティスト・ゲオルク・ネルーダ (Johann Baptist Georg Neruda)
- ネルソン - ロン・ネルソン (Ron Nelson)
- ノイヴィルト - オルガ・ノイヴィルト (Olga Neuwirth)
- ノイコム - ジギスムント・フォン・ノイコム (Sigismund von Neukomm)
- ノヴァーク
  - ヴィーチェスラフ・ノヴァーク (Vitezslav Novak)
  - ヤン・ノヴァーク (Jan Novak)
- ノヴァーロ - ミケーレ・ノヴァーロ (Michele Novaro)
- ノーノ - ルイージ・ノーノ (Luigi Nono)
- ノールヘイム - アルネ・ノールヘイム (Arne Nordheim)
- ノスイレフ - ミハイル・ノスイレフ (Mikhail Nosyrev)
- ノルドグレン - ペール・ヘンリク・ノルドグレン (Pehr Henrik Nordgren)
- ノルドローク - リカルド・ノルドローク (Rikard Nordraak)

## ハ行
- パーカー - ホレイショ・パーカー (Horatio Parker)
- パーシケッティ - ヴィンセント・パーシケッティ (Vincent Persichetti)
- パーセル - ヘンリー・パーセル (Henry Purcell)
- パーチェ - ピエトロ・パーチェ (Pietro Pace)
- バーディングス - ヘンク・バーディングス (Henk Badings)
- バード - ウィリアム・バード (William Byrd)
- バーバー - サミュエル・バーバー (Samuel Barber)
- ハーバート - ヴィクター・ハーバート (Victor August Herbert)
- バーベリアン - キャシー・バーベリアン (Cathy Berberian)
- パーマー - ミヒャエル・パーマー (Michael Pamer)
- ハーマン - バーナード・ハーマン (Bernard Herrmann)
- バーリン - アーヴィング・バーリン (Irving Berlin)
- バーロウ
  - クラレンス・バーロウ (Clarence Barlow)
  - サミュエル・バーロウ (Samuel Barlow)
- バーンズ - ジェイムズ・バーンズ (James Barnes)
- バーンスタイン - レナード・バーンスタイン (Leonard Bernstein)
- バイエル - フェルディナント・バイエル (Ferdinand Beyer)
- ハイケンス - ジョニー・ハイケンス (Joney Heykens)
- パイジエッロ - ジョヴァンニ・パイジエッロ (Giovanni Paisiello)
- ハイデン - ベルンハルト・ハイデン (Bernhard Heiden)
- ハイドン
  - フランツ・ヨーゼフ・ハイドン (Franz Joseph Haydn)
  - ヨハン・ミヒャエル・ハイドン (Johann Michael Haydn)
- ハイニヒェン - ヨハン・ダーフィト・ハイニヒェン (Johann David Heinichen)
- バイヤー - ヨーゼフ・バイヤー (Josef Bayer)
- バイルト - タデウシュ・バイルト (Tadeusz Baird)
- ハウアー - ヨーゼフ・マティアス・ハウアー (Josef Matthias Hauer)
- バウアー - マリオン・バウアー (Marion Bauer)
- パウエル - ジョナサン・パウエル (Jonathan Powell)
- ハウエルズ - ハーバート・ハウエルズ (Herbert Howells)
- ハウベンシュトック＝ラマティ - ローマン・ハウベンシュトック＝ラマティ (Roman Haubenstuck-Ramati)
- パウマン - コンラート・パウマン (Conrad Paumann)
- パガニーニ - ニコロ・パガニーニ (Niccolò Paganini)
- ハジエフ - ジョヴダト・ハジエフ (Jovdat Hajiyev)
- パスカル - クロード・パスカル (Claude Pascal)
- パスクィーニ - ベルナルド・パスクィーニ (Bernardo Pasquini)
- ハスラー - ハンス・レーオ・ハスラー (Hans Leo Hassler)
- バダジェフスカ - テクラ・バダジェフスカ (Tekla Badarzewska)
- バターワース - ジョージ・バターワース (George Sainton Kaye Butterworth)
- ハチャトゥリアン 
  - アラム・ハチャトゥリアン (Aram Ilich Khachaturian)
  - カレン・ハチャトゥリアン (Karen Khachaturian)
- バツェヴィチ - グラジナ・バツェヴィチ (Grażyna Bacewicz)
- バック - ダドリー・バック (Dudley Buck)
- バックス - アーノルド・バックス (Arnold Bax)
- バッケル＝グロンダール - アガーテ・バッケル＝グロンダール (Agathe Backer-Grøndahl)
- バッサーノ - ジョヴァンニ・バッサーノ (Giovanni Bassano)
- ハッセ - ヨハン・アドルフ・ハッセ (Johann Adolph Hasse)
- バッティフェッリ - ルイジ・バッティフェッリ (Luigi Battiferri)
- バッハ
  - ヴィルヘルム・フリーデマン・バッハ (Wilhelm Friedemann Bach)
  - ヴィルヘルム・フリードリヒ・エルンスト・バッハ (Wilhelm Friedrich Ernst Bach)
  - カール・フィリップ・エマヌエル・バッハ (Carl Philipp Emanuel Bach)
  - ヨハン・アンブロジウス・バッハ (Johann Ambrosius Bach)
  - ヨハン・クリスティアン・バッハ (Johann Christian Bach)
  - ヨハン・クリストフ・バッハ (Johann Christoph Bach)
  - ヨハン・クリストフ・フリードリヒ・バッハ (Johann Christoph Friedrich Bach)
  - ヨハン・ゼバスティアン・バッハ (Johann Sebastian Bach)
  - ヨハン・ニコラウス・バッハ (Johann Nicolaus Bach)
  - ヨハン・ベルンハルト・バッハ (Johann Bernhard Bach)
  - ヨハン・ミヒャエル・バッハ (Johann Michael Bach)
  - ヨハン・ルートヴィヒ・バッハ (Johann Ludwig Bach)
  - P. D. Q. バッハ (P.D.Q. Bach)※架空の人物。
- パッヘルベル - ヨハン・パッヘルベル (Johann Pachelbel)
- パデレフスキ - イグナツィ・パデレフスキ (Ignacy Jan Paderewski)
- パドヴァーノ - アンニーバレ・パドヴァーノ (Annibale Padovano)
- パヌフニク
  - アンジェイ・パヌフニク (Andrzej Panufnik)
  - ロクサンナ・パヌフニク (Roxanna Panufnik)
- バビット - ミルトン・バビット (Milton Babbitt)
- ハフ - スティーヴン・ハフ (Stephen Hough)
- パプスト - パーヴェル・パプスト (Pavel Pabst)
- パフムートワ - アレクサンドラ・パフムートワ (Aleksandra Nikolayevna Pakhmutova)
- バラキレフ - ミリイ・バラキレフ (Milij Alekseevich Balakilev)
- ハラント - クリシュトフ・ハラント (Kryštof Harant)
- バリエ - オギュスタン・バリエ (Augustin Barié)
- バリオス - アグスティン・バリオス (Agustin Barrios)
- パリシュ・アルヴァーズ - エライアス・パリシュ・アルヴァーズ (Elias Parish Alvars)
- バリュス - フランシスコ・バリュス (Francisco Valls)
- ハルヴォルセン - ヨハン・ハルヴォルセン (Johan Halvorsen)
- バルトーク - バルトーク・ベーラ (Bartók Béla)
- ハルトマン - トーマス・ド・ハルトマン (Thomas de Hartmann)
- バルバトル - クロード＝ベニーニュ・バルバトル (Claude-Bénigne Balbastre)
- バルビロー - ジャック・バルビロー (Jacobus Barbireau)
- パルムグレン - セリム・パルムグレン (Selim Palmgren)
- パレストリーナ - ジョヴァンニ・ダ・パレストリーナ (Giovanni Pierluigi da Palestrina)
- パロット - イアン・パロット (Ian Parrott)
- パワー - リオネル・パワー (Leonel Power)
- パン - カーター・パン (Carter Pann)
- バンキエリ - アドリアーノ・バンキエリ (Adriano Banchieri)
- パングー - エルネスト・パングー (Ernest Pingoud)
- バンショワ - ジル・バンショワ (Gilles de Binchois)
- バントック - グランヴィル・バントック (Granville Bantock)
- ハンマーシュミット - アンドレーアス・ハンマーシュミット (Andreas Hammerschmidt)
- ピアソラ - アストル・ピアソラ (Astor Piazzolla)
- ビアラン - アドルフ・ビアラン (Adolphe Biarent)
- ビーチ - エイミー・ビーチ (Amy Beach)
- ビーバー - ハインリヒ・ビーバー (Heinrich Ignaz Franz von Biber)
- ピーフケ - ヨハン・ゴットフリート・ピーフケ (Johann Gottfried Piefke)
- ビール - ミヒャエル・フォン・ビール (Michael von Biel)
- ピエルネ - ガブリエル・ピエルネ (Gabriel Pierné)
- ビクトリア - トマス・ルイス・デ・ビクトリア (Tomas Luis de Victoria)
- ビショップ - ヘンリー・ローリー・ビショップ (Henry Rowley Bishop)
- ピストン - ウォルター・ピストン (Walter Piston)
- ビゼー - ジョルジュ・ビゼー (Georges Bizet)
- ヒダシュ - ヒダシュ・フリジェシュ (Hidas Frigyes)
- ピツェッティ - イルデブランド・ピツェッティ (Ildebrando Pizzetti)
- ピッキ - ジョヴァンニ・ピッキ (Giovanni Picchi)
- ピッチンニ - ニコロ・ピッチンニ (Niccolò Piccinni)
- ヒナステラ - アルベルト・ヒナステラ (Alberto Ginastera)
- ヒメネス - ヘロニモ・ヒメネス (Jerónimo Giménez)
- ヒューム - トバイアス・ヒューム (Tobias Hume)
- ビュッセル - アンリ・ビュッセル (Henri Büsser)
- ビュノワ - アントワーヌ・ビュノワ (Antoine Busnoys)
- ヒラー
  - フェルディナント・ヒラー (Ferdinand Hiller)
  - ヨハン・アダム・ヒラー (Johann Adam Hiller)
  - レジャリン・ヒラー (Lejaren Hiller)
- ヒル
  - ウィリアム・ヒル (William Hill)
  - エドワード・バーリンガム・ヒル (Edward Burlingame Hill)
- ビルゼ - ベンヤミン・ビルゼ (Benjamin Bilse)
- ビンゲン - ヒルデガルト・フォン・ビンゲン (Hildegard von Bingen)
- ヒンデミット - パウル・ヒンデミット (Paul Hindemith)
- ピント - ジョージ・フレデリック・ピント (George Frederick Pinto)
- ファーウェル - アーサー・ファーウェル (Arthur Farwell)
- ファーゴ - ニコラ・ファーゴ (Nicola Fago)
- ファート - ヤコブス・ファート (Jacobus Vaet)
- ファーナビー - ジャイルズ・ファーナビー (Giles Farnaby)
- ファーニホウ - ブライアン・ファーニホウ (Brian Ferneyhough)
- ファッシュ - ヨハン・フリードリヒ・ファッシュ (Johann Friedrich Fasch)
- ファランク - ルイーズ・ファランク (Louise Farrenc)
- ファリャ - マヌエル・デ・ファリャ (Manuel de Falla)
- ファルコニエーリ - アンドレア・ファルコニエーリ (Andrea Falconieri)
- ファールバッハ
  - アントン・ファールバッハ (Anton Fahrbach)
  - フィリップ・ファールバッハ1世 (Philipp Fahrbach I)
  - フィリップ・ファールバッハ2世 (Philipp Fahrbach II)
  - フリードリヒ・ファールバッハ (Friedrich Fahrbach)
  - ヨーゼフ・ファールバッハ (Joseph Fahrbach)
- ファン・ヴァッセナール - ウニコ・ヴィルヘルム・ファン・ヴァッセナール (Unico Wilhelm van Wassenaer)
- ファン・デル・アー - ミシェル・ファン・デル・アー (Michel van der Aa)
- フィールド - ジョン・フィールド (John Field)
- フィオッコ
  - ジョゼフ＝エクトル・フィオッコ (Joseph-Hector Fiocco)
  - ピエトロ・アントニオ・フィオッコ (Pietro Antonio Fiocco)
- フィッシャー - ヨハン・カスパール・フェルディナント・フィッシャー (Johann Kaspar Ferdinand Fischer)
- フィッツェンハーゲン - ヴィルヘルム・フィッツェンハーゲン (Wilhelm Fitzenhagen)
- フィニスィー - マイケル・フィニスィー (Michael Finnissy)
- フィビフ - ズデニェク・フィビフ (Zdeněk Fibich)
- フィリップス - バリル・フィリップス (Burrill Phillips)
- フィンク - ハインリヒ・フィンク (Heinrich Finck)
- フィンジ - ジェラルド・フィンジ (Gerald Finzi)
- ブーニン - レヴォル・ブーニン (Revol Samuilovich Bunin)
- フーバー - クラウス・フーバー (Klaus Huber)
- プーランク - フランシス・プーランク (Francis Poulenc)
- ブーランジェ
  - ナディア・ブーランジェ (Nadia Boulanger)
  - リリ・ブーランジェ (Lili Boulanger)
- ブーレーズ - ピエール・ブーレーズ (Pierre Boulez)
- フェーンストレム - ヨーン・フェーンストレム (John Fernström)
- フェッシュ - ウィレム・デ・フェッシュ (Willem de Fesch)
- フェティス - フランソワ＝ジョゼフ・フェティス (François-Joseph Fétis)
- フェラーリ
  - ベネデット・フェラーリ (Benedetto Ferrari)
  - リュック・フェラーリ (Luc Ferrari)
- フェルステル - ヨゼフ・ボフスラフ・フェルステル (Josef Bohuslav Foerster)
- フェルドマン - モートン・フェルドマン (Morton Feldman)
- フェルラン - フェルレル・フェルラン (Ferrer Ferran)
- フォーゲル - ウラディーミル・フォーゲル (Wladimir Vogel)
- フォーレ - ガブリエル・フォーレ (Gabriel Fauré)
- フォスター - スティーブン・フォスター (Stephen Collins Foster)
- フォン・コック - エルランド・フォン・コック (Erland von Koch)
- フォンタナ
  - ジョヴァンニ・バッティスタ・フォンタナ (Giovanni Battsita Fontana)
  - ユリアン・フォンタナ (Julian Fontana)
- ブクステフーデ - ディートリヒ・ブクステフーデ (Dietrich Buxtehude)
- プジョル - ジョアン・パウ・プジョル (Joan Pau Pujol)
- ブゾーニ - フェルッチョ・ブゾーニ (Ferruccio Busoni)
- フチーク - ユリウス・フチーク (Julius Fučík)
- ブチャルド - カルロス・ロペス・ブチャルド (Carlos López Buchardo)
- フックス
  - ヨハン・ネポムク・フックス (Johann Nepomuk Fuchs)
  - ヨハン・ヨーゼフ・フックス (Johann Joseph Fux)
  - ロベルト・フックス (Robert Fuchs)
- ブッソッティ - シルヴァーノ・ブッソッティ (Sylvano Bussotti)
- プッチーニ - ジャコモ・プッチーニ (Giacomo Puccini)
- プティジラール - ローラン・プティジラール (Laurent Petitgirard)
- プフィッツナー - ハンス・プフィッツナー (Hans Pfitzner)
- フラー - ベアート・フラー (Beat Furrer)
- ブラーガ - ガエターノ・ブラーガ (Gaetano Braga)
- プラーサ - フアン・バウティスタ・プラーサ (Juan Bautista Plaza)
- ブラームス - ヨハネス・ブラームス (Johannes Brahms)
- フライ - ウォルター・フライ (Walter Frye)
- ブライアン - ハヴァーガル・ブライアン (Havergal Brian)
- ブライアント - スティーヴン・ブライアント (Steven Bryant)
- プライス - フローレンス・プライス (Florence Bea Price)
- プライヤー - アーサー・プライヤー (Arthur Pryor)
- ブラヴェ - ミシェル・ブラヴェ (Michel Blavet)
- フラク - キース・フラク (Kees Vlak)
- フラジェロ - ニコラス・フラジェロ (Nicolas Flagello)
- フランカイザー - カール・フランカイザー (Carl Frangkiser)
- フランク
  - セザール・フランク (César Franck)
  - メルヒオール・フランク (Melchior Franck)
- フランコ - エルナンド・フランコ (Hernando Franco)
- フランショーム - オーギュスト＝ジョゼフ・フランショーム (Auguste-Joseph Franchomme)
- フランツ - ロベルト・フランツ (Robert Franz)
- フリードリヒ - フリードリヒ大王 (フリードリッヒ・ヴィルヘルム2世 Friedrich Wilhelm II)
- プリウーリ - ジョヴァンニ・プリウーリ (Giovanni Priuli)
- ブリクシ - フランティシェク・クサヴェル・ブリクシ (František Xaver Brixi)
- ブリス - アーサー・ブリス (Arthur Bliss)
- ブリストウ - ジョージ・フレデリック・ブリストウ (George Frederick Bristow)
- ブリッジ - フランク・ブリッジ (Frank Bridge)
- ブリテン - ベンジャミン・ブリテン (Benjamin Britten)
- ブリュメル - アントワーヌ・ブリュメル (Antoine Brumel)
- ブリュル - イグナーツ・ブリュル (Ignaz Brüll)
- ブル
  - オーレ・ブル (Ole Bull)
  - ジョン・ブル (John Bull)
- ブルーナ - パブロ・ブルーナ (Pablo Bruna)
- ブルーンス - ニコラウス・ブルーンス (Nicolaus Bruhns)
- ブルグミュラー
  - ノルベルト・ブルグミュラー (Norbert Burgmüller)
  - ヨハン・ブルグミュラー (Johann Friedrich Franz Burgmuller)
- ブルジョワ - デリク・ブルジョワ (Derek Bourgeois)
- ブルックナー - アントン・ブルックナー (Anton Bruckner)
- ブルッフ - マックス・ブルッフ (Max Bruch)
- フルマン - エレン・フルマン (Ellen Fullman)
- ブルン - フリッツ・ブルン (Fritz Brun)
- ブルンクホルスト - アルノルト・マティアス・ブルンクホルスト (Arnold M. Brunckhorst)
- プレイエル - イグナツ・プレイエル (Ignatz Joseph Pleyel)
- フレーイシュマン - ヴェニアミーン・フレーイシュマン (Veniamin Iosifovich Fleischman)
- フレスコバルディ - ジローラモ・フレスコバルディ (Girolamo Frescobaldi)
- プレスティ - イダ・プレスティ (Ida Presti)
- プレトリウス
  - ヒエロニムス・プレトリウス (Hieronymus Praetorius)
  - ミヒャエル・プレトリウス (Michael Praetorius)
  - ヤーコプ・プレトリウス (Jacob Praetorius)
- ブレトン - トマス・ブレトン (Tomás Bretón)
- フレンニコフ - ティホン・フレンニコフ (Tikhon Nikolayevich Khrennikov)
- ブロウ - ジョン・ブロウ (John Blow)
- フローベルガー - ヨハン・ヤーコプ・フローベルガー (Johann Jakob Froberger)
- プロコフィエフ - セルゲイ・プロコフィエフ (Sergei Sergeevich Prokofiev)
- ブロッホ - エルネスト・ブロッホ (Ernest Bloch)
- フロトー - フリードリッヒ・フォン・フロトー (Friedrich von Flotow)
- プロハスカ - カール・プロハスカ (Carl Prohaska)
- フロム＝ミヒャエルス - イルゼ・フロム＝ミヒャエルス (Ilse Fromm-Michaels)
- フンパーディンク - エンゲルベルト・フンパーディンク (Engelbert Humperdinck)
- フンメル - ヨハン・ネポムク・フンメル (Johann Nepomuk Hummel)
- ベアウ - ゴナ・ベアウ (Gunnar Berg)
- ベイグベデル - ヘルマン・アルバレス・ベイグベデル (Germán Álvarez Beigbeder)
- ヘイゾ - サミュエル・R・ヘイゾ (Samuel R. Hazo)
- ベイントン - エドガー・ベイントン (Edgar Bainton)
- ベートーヴェン - ルートヴィヒ・ヴァン・ベートーヴェン (Ludwig van Beethoven)
- ペープシュ - ヨハン・クリストフ・ペープシュ (Johann Christoph Pepusch)
- ベーム - ゲオルク・ベーム (Georg Böhm)
- ペーリ - ヤコポ・ペーリ (Jacopo Peri)
- ペジブル - ジャック・ペジブル (Jacques Paisible)
- ヘス - ナイジェル・ヘス (Nigel Hess)
- ヘスケッス - ケネス・ヘスケッス (Kenneth Hesketh)
- ペツォールト - クリスティアン・ペツォールト (Christian Petzold)
- ベッカー - ディートリヒ・ベッカー (Dietrich Becker)
- ペッタション - アラン・ペッタション (Gustav Allan Pettersson)
- ペッテション＝ベリエル - ヴィルヘルム・ペッテション＝ベリエル (Wilhelm Peterson-Berger)
- ペッピング - エルンスト・ペッピング (Ernst Pepping)
- ベッリーニ - ヴィンチェンツォ・ベッリーニ (Vincenzo Bellini)
- ペトラッシ - ゴッフレド・ペトラッシ (Goffredo Petrassi)
- ペドレル - フェリペ・ペドレル (Felipe Pedrell)
- ペトロフ - アンドレイ・ペトロフ (Andrey Pavlovich Petrov)
- ベネヴォリ - オラツィオ・ベネヴォリ (Orazio Benevoli)
- ベネット
  - ウィリアム・スタンデール・ベネット (William Sterndale Bennett)
  - リチャード・ロドニー・ベネット (Richard Rodney Bennett)
  - ロバート・ラッセル・ベネット (Robert Russell Bennett)
- ベネディクト - ジュリアス・ベネディクト (Julius Benedict)
- ペヤチェヴィチ - ドーラ・ペヤチェヴィチ (Dora Pejačević)
- ヘリー＝ハッチンソン - ヴィクター・ヘリー＝ハッチンソン (Victor Hely-Hutchinson)
- ベリオ
  - シャルル・ド・ベリオ (Charles-Aususte de Bériot)
  - ルチアーノ・ベリオ (Luciano Berio)
- ベルカストロ - ルカ・ベルカストロ (Luca Belcastro)
- ベルク - アルバン・ベルク (Alban Berg)
- ペルゴレージ - ジョヴァンニ・バッティスタ・ペルゴレージ (Giovanni Battista Pergolesi)
- ベルターリ - アントニオ・ベルターリ (Antonio Bertali)
- ベルタン - ルイーズ・ベルタン（英語版） (Louise Bertin)
- ペルティ - ジャコモ・アントニオ・ペルティ (Giacomo Antonio Perti)
- ペルト - アルヴォ・ペルト (Arvo Pärt)
- ベルトラン - アントワーヌ・ド・ベルトラン (Anthoine de Bertrand)
- ベルナル＝ヒメネス - ミゲル・ベルナル＝ヒメネス (Miguel Bernal Jiménez)
- ベルニエ - ニコラ・ベルニエ (Nicolas Bernier)
- ベルリオーズ - エクトル・ベルリオーズ (Louis Hector Berlioz)
- ベルワルド - フランツ・アドルフ・ベルワルド (Franz Adolf Berwald)
- ベルンハルト - クリストフ・ベルンハルト (Christoph Bernhard)
- ベレゾフスキー - ニコライ・ベレゾフスキー (Nikolai Tikhonovich Berezovsky)
- ペロティヌス - ペロティヌス (Perotinus(Pérotin))
- ベングトソン - グスタフ・ベングトソン (Gustaf Bengtsson)
- ベンジャミン
  - アーサー・ベンジャミン (Arthur Benjamin)
  - ジョージ・ベンジャミン (George Benjamin)
- ヘンゼルト - アドルフ・ヘンゼルト (Adolph Henselt)
- ベンソン - ウォーレン・ベンソン (Warren Benson)
- ベンダ
  - ゲオルク・アントン・ベンダ (Georg Anton Benda)
  - フェリックス・ベンダ (Felix Benda)
  - フランツ・ベンダ (Franz Benda)
  - フリードリヒ・ベンダ (Friedrich Wilhelm Heinrich Benda)
  - ヨハン・ゲオルク・ベンダ (Johann Georg Benda)
- ヘンツェ - ハンス・ヴェルナー・ヘンツェ (Hans Werner Henze)
- ヘンデル - ゲオルク・フリードリヒ・ヘンデル (Georg Frideric Händel)
- ペンデレツキ - クシシュトフ・ペンデレツキ (Krzystof Penderecki)
- ペントランド - バーバラ・ペントランド (Barbara Pentland)
- ボイエルデュー - フランソワ＝アドリアン・ボイエルデュー (François-Adrien Boïeldieu)
- ボイス - ウィリアム・ボイス (William Boyce)
- ボイセン - アンドリュー・ボイセン・ジュニア (Andrew Boysen Jr.)
- ホヴァネス - アラン・ホヴァネス (Alan Hovhaness)
- ボウエン - ヨーク・ボウエン (York Bowen)
- ホエアー - ポール・W・ホエアー (Paul W. Whear)
- ボーイト - アッリーゴ・ボーイト (Arrigo Boito)
- ポート - マルセル・ポート (Marcel Poot)
- ホーマー - シドニー・ホーマー (Sidney Homer)
- ボーム - カール・ボーム (Carl Bohm)
- ボール - エリック・ボール (Eric Ball)
- ボクサ - ニコラ＝シャルル・ボクサ (Nicolas-Charles Bochsa)
- ボザ - ウジェーヌ・ボザ (Eugène Bozza)
- ボシュコヴェツ - パヴェル・ボシュコヴェツ (Pavel Bořkovec)
- ボッケリーニ - ルイジ・ボッケリーニ (Luigi Boccherini)
- ボッスール - ジャン＝イヴ・ボッスール (Jean-Yves Bosseur)
- ボッタキアリ - ウーゴ・ボッタキアリ (Ugo Bottacchiari)
- ボッテジーニ - ジョヴァンニ・ボッテジーニ (Giovanni Bottesini)
- ボディ - ジャック・ボディ (Jack Body)
- ボニス - メラニー・ボニス (Mélanie Bonis)
- ボノンチーニ
  - アントニオ・マリア・ボノンチーニ (Antonio Maria Bononcini)
  - ジョヴァンニ・バッティスタ・ボノンチーニ (Giovanni Battista Bononcini)
  - ジョヴァンニ・マリア・ボノンチーニ (Giovanni Maria Bononcini)
- ホフマン
  - レオポルト・ホフマン（Leopold Hofmann）
  - E.T.A.ホフマン（E.T.A.Hoffmann）
- ボブロヴィッツ - デイヴィッド・ボブロヴィッツ (David Bobrowitz)
- ポポーフ - ガヴリイル・ポポーフ (Gavril Nikolayevich Popov)
- ホリガー - ハインツ・ホリガー (Heinz Holliger)
- ホルジンガー - デイヴィッド・R・ホルジンガー (David R. Holsinger)
- ホルスト
  - グスターヴ・ホルスト (Gustav Theodore Holst)
  - イモージェン・ホルスト (Imogen Holst)
- ポルタ - コスタンツォ・ポルタ (Costanzo Porta)
- ホルツバウアー - イグナーツ・ホルツバウアー (Ignaz Holzbauer)
- ボルトキエヴィチ - セルゲイ・ボルトキエヴィチ (Sergei Eduardovich Bortkiewicz)
- ホルブルック - ジョゼフ・ホルブルック (Joseph Charles Holbrooke)
- ホルボーン - アンソニー・ホルボーン (Anthony Holborne)
- ポルポラ - ニコラ・ポルポラ (Nicola Porpora)
- ホロヴィッツ - ジョーゼフ・ホロヴィッツ (Joseph Horovitz)
- ボロディン - アレクサンドル・ボロディン (Aleksandr Profir'evich Borodin)
- ホワイト - ロバート・ホワイト (Robert White)
- ボワモルティエ - ジョゼフ・ボダン・ド・ボワモルティエ (Joseph Bodin de Boismortier)
- ボン - アンナ・ボン (Anna Bon)
- ポンキエッリ - アミルカレ・ポンキエッリ (Amilcare Ponchielli)
- ポンセ - マヌエル・ポンセ (Manuel Maria Ponce)

## マ行
- マー - ティモシー・マー (Timothy Mahr)
- マーシャル - ザムエル・マーシャル (Samuel Mareschall)
- マース - ジェフ・マース (Jef Maes)
- マーラー
  - アルマ・マーラー (Alma Maria Mahler-Schindler, Alma Maria Mahler-Werfel)
  - グスタフ・マーラー (Gustav Mahler)
- マイアベーア - ジャコモ・マイアベーア (Giacomo Meyerbeer)
- マイール - ジモン・マイール (Simon Mayr)
- マイヤー - エルンスト・ヘルマン・マイヤー (Ernst Hermann Meyer)
- マイヤー＝フィービッヒ - トーマス・マイヤー＝フィービッヒ (Thomas Mayer-Fiebig)
- マカロワ - ニーナ・マカロワ (Nina Vladimirovna Makarova)
- マクダウェル - エドワード・マクダウェル (Edward Alexander MacDowell)
- マクベス - ウィリアム・フランシス・マクベス (William Francis McBeth)
- マコンキー - エリザベス・マコンキー (Elizabeth Maconchy)
- マショー - ギヨーム・ド・マショー (Guillaume de Machaut)
- マスカーニ - ピエトロ・マスカーニ (Pietro Mascagni)
- マスネ - ジュール・マスネ (Jules Émile Frédéric Massenet)
- マスランカ - デイヴィッド・マスランカ (David Maslanka)
- マセダ - ホセ・マセダ (José Maceda)
- マチエイェフスキ - ロマン・マチエイェフスキ (Roman Maciejewski)
- マッキー - ジョン・マッキー (John Mackey)
- マック - ジョヴァンニ・デ・マック (Giovanni de Macque)
- マッケイ - ジョージ・フレデリック・マッケイ (George Frederick McKay)
- マデトヤ - レーヴィ・マデトヤ (Leevi Madetoja)
- マデルナ - ブルーノ・マデルナ (Bruno Maderna)
- マニャール - アルベリク・マニャール (Albéric Magnard)
- マネン - フアン・マネン (Juan Manén)
- マラシキン - レオニード・マラシキン (Leonid Dmitrievich Malashkin)
- マラツ - ホアキン・マラツ (Joaquin Malats)
- マリ - ガブリエル・マリ (Gabriel Prosper Marie)
- マリーニ - ビアージョ・マリーニ (Biagio Marini)
- マリピエロ - ジャン・フランチェスコ・マリピエロ (Gian Francesco Malipiero)
- マルヴェッツィ - クリストファノ・マルヴェッツィ (Cristofano Malvezzi)
- マルクス - ヨーゼフ・マルクス (Joseph Marx)
- マルケヴィチ - イーゴリ・マルケヴィチ (Igor Marlevich)
- マルシャン - ルイ・マルシャン (Louis Marchand)
- マルシュナー - ハインリヒ・マルシュナー (Heinrich August Marschner)
- マルタン - フランク・マルタン (Frank Martin)
- マルチェッロ
  - アレッサンドロ・マルチェッロ (Alessandro Macello)
  - ベネデット・マルチェッロ (Benedetto Marcello)
- マルティーニ
  - ジャン・マルティーニ (Jean Paul Egide Martini, 異名Johann Paul Aegidius Schwarzendolf Martini il Tedesco)
  - ジョヴァンニ・マルティーニ (Giovanni Battista (Giambattista) Martini)
- マルティヌー - ボフスラフ・マルティヌー (Bohuslav Jan Martinů)
- マルティーン・イ・ソレル - ビセンテ・マルティーン・イ・ソレル (Vicente Martín y Soler)
- マルティノン - ジャン・マルティノン (Jean Martinon)
- マルデレ - ピエール・ファン・マルデレ (Pierre (Pieter) van Maldere)
- マルトゥッチ - ジュゼッペ・マルトゥッチ (Giuseppe Martucci)
- マレー - マラン・マレー (Marin Marais)
- マレンツィオ- ルカ・マレンツィオ (Luca Marenzio)
- マンシクール - ピエール・ド・マンシクール (Pierre de Manchicourt)
- マントヴァーニ - ブルーノ・マントヴァーニ (Bruno Mantovani)
- マンフレディーニ - フランチェスコ・マンフレディーニ (Francesco Onofrio Manfredini)
- ミーチャ - フランティシェク・ミーチャ (František Adam Jan Míča)
- ミーチャム - フランク・ミーチャム (Franck (Frank) W. Meacham)
- ミゴー - ジョルジュ・ミゴー (Georges Elbert Migot)
- ミスリヴェチェク - ヨゼフ・ミスリヴェチェク (Josef Mysliveček)
- ミッチェル - レックス・ミッチェル (Rex Mitchell)
- ミニョーネ - フランシスコ・ミニョーネ (Francisco Paulo Mignone)
- ミハロヴィチ - マルセル・ミハロヴィチ (Marcel Mihalovici)
- ミヒャエリス - テオドール・ミヒャエリス (Theodor Michaelis)
- ミフナ - アダム・ヴァーツラフ・ミフナ (Adam Václav Michna z Otradovic)
- ミャスコフスキー - ニコライ・ミャスコフスキー (Nikolai Yakovlevich Myaskovsky)
- ミューテル - ヨハン・ミューテル (Johann Gottfried Müthel)
- ミュラー
  - アドルフ・ミュラー1世 (Adolf Müller I)
  - アドルフ・ミュラー2世 (Adolf Müller II)
- ミュラー＝ヘルマン - ヨハンナ・ミュラー＝ヘルマン (Johanna Müller-Hermann)
- ミュライユ - トリスタン・ミュライユ (Tristan Murail)
- ミヨー - ダリウス・ミヨー (Dalius Milhaud)
- ミラン - ルイス・デ・ミラン (Luis de Milán)
- ミレッカー - カール・ミレッカー (Carl Millöcker)
- ミンクス - レオン・ミンクス (Léon Aloisius Ludwig Fyodorovich Minkus)
- ムーア - トマス・ムーア (Thomas Moore)
- ムートン
  - シャルル・ムートン (Charles Mouton)
  - ジャン・ムートン (Jean Mouton)
- ムールマンス - アルトゥール・ムールマンス (Arthur Meulemans)
- ムギリヤンスキー - エドゥアルド・ムギリヤンスキー (Eduardo Moguillansky)
- ムソルグスキー - モデスト・ムソルグスキー (Modest Petrovich Mussorgsky)
- ムダーラ - アロンソ・ムダーラ (Alonso Muddara)
- ムッファト
  - ゲオルク・ムッファト (Georg Muffat)
  - ゴットリープ・ムッファト (Gottlieb Theophil Muffat)
- ムラデリ - ヴァノ・ムラデリ (Vano Il'ich Muradeli)
- ムリニエ - エティエンヌ・ムリニエ (Etienne Moulinié)
- ムルシュハウザー - フランツ・クサーヴァー・アントン・ムルシュハウザー (Franz Xaver Anton Murschhauser)
- ムレ - ジャン＝ジョゼ・ムレ (Jean-Joseph Mouret)
- ムンドリー - イザベル・ムンドリー (Isabel Mundry)
- メイソン
  - ダニエル・グレゴリー・メイソン (Daniel Gregory Mason)
  - ローウェル・メイソン (Lowell Mason)
- メイトゥス - ユーリー・メイトゥス (Yuly Sergueievitch (Sergeyevich, Sergeevich) Meytus (Meitus))
- メールラ - タルクィニオ・メールラ (Tarquinio Merula)
- メールロ - クラウディオ・メールロ (Claudio Merulo)
- メサジェ - アンドレ・メサジェ (André-Charles-Prosper Messager)
- メシアン - オリヴィエ・メシアン (Olivier Messiaen)
- メトネル - ニコライ・メトネル (Nikolai Karlovich Medtner)
- メノッティ - ジャン・カルロ・メノッティ (Gian Carlo Menotti)
- メユール - エティエンヌ＝ニコラ・メユール (Étienne-Nicolas Méhul, Étienne-Henri Méhul )
- メラルティン - エルッキ・メラルティン (Erkki Gustav Melartin)
- メリカント
  - アーッレ・メリカント (Aarre Merikanto)
  - オスカル・メリカント (Oskar Merikanto)
- メリヒャル - アロイス・メリヒャル (Alois Melichar)
- メリライネン - ウスコ・メリライネン (Usko Meriläinen)
- メリロ - スティーヴン・メリロ (Stephen Melillo)
- メルカダンテ - サヴェリオ・メルカダンテ (Giuseppe Saverio Raffaele Mercadante)
- メルケル - グスタフ・メルケル (Gustav Adolf Merkel)
- メルツ - ヨーゼフ・メルツ (Joseph Kasper Mertz)
- メンデルスゾーン - フェリクス・メンデルスゾーン (Jacob Ludwig Felix Mendelssohn-Bartholdy)
- メンデルスゾーン＝ヘンゼル - ファニー・メンデルスゾーン＝ヘンゼル (Fanny Cäcilie Mendelssohn-Hensel)
- モイゼス - アレクサンデル・モイゼス (Alexander Moyzes)
- モー - ニコラス・モー (Nicholas Maw)
- モーツァルト
  - レオポルト・モーツァルト (Leopold Mozart)
  - マリア・アンナ・モーツァルト（Maria Anna Mozart)
  - ヴォルフガング・アマデウス・モーツァルト (Wolfgang Amadeus Mozart)
  - フランツ・クサーヴァー・モーツァルト (Franz Xaver Wolfgang Mozart)
- モーデュイ - ジャック・モーデュイ (Jacques Mauduit)
- モーラン - アーネスト・ジョン・モーラン (Ernest John Moeran)
- モーリー - トマス・モーリー (Thomas Morley)
- モーリス - ポール・モーリス (Paule Maurice)
- モクラーニャッツ - シュテファン・モクラーニャッツ (Stevan Stojanović Mokranjac)
- モシェレス - イグナーツ・モシェレス (Ignaz Moscheles)
- モシュコフスキー - モーリッツ・モシュコフスキー (Moritz Moszkowski)
- モソロフ - アレクサンドル・モソロフ (Aleksandr Vasil'evich Mosolov)
- モニオ・ダラス - モニオ・ダラス (Moniot d'Arras)
- モニューシュコ - スタニスワフ・モニューシュコ (Stanisław Moniuszko)
- モラーレス - クリストバル・デ・モラーレス (Christóbal de Morales)
- モリコーネ - エンニオ・モリコーネ (Ennio Morricone)
- モリセイ - ジョン・モリセイ (John Morrissey)
- モルター - ヨハン・メルヒオール・モルター (Johann Melchior Molter)
- モルターリ - ヴィルジリーオ・モルターリ (Virgilio Mortari)
- モン - マティアス・ゲオルク・モン (Matthias Georg Monn)
- モンク - メレディス・モンク (Meredith Monk)
- モンサルバーチェ - ハビエル・モンサルバーチェ (Xavier Montsalvatge)
- モンシニ - ピエール＝アレクサンドル・モンシニ (Pierre-Alexandre Monsigny)
- モンテ - フィリップ・デ・モンテ (Philippe de Monte)
- モンティ - ヴィットーリオ・モンティ (Vittorio Monti)
- モンテヴェルディ - クラウディオ・モンテヴェルディ (Claudio Monteverdi)
- モンテクレール - ミシェル・ピニョレ・ド・モンテクレール (Michel Pignolet de Montéclair)
- モンテメッツィ - イタロ・モンテメッツィ (Italo Montemezzi)
- モンドンヴィル - ジャン＝ジョゼフ・ド・モンドンヴィル (Jean-Joseph Cassanéa de Mondonville)
- モンポウ - フェデリコ・モンポウ (Federico Mompou)

## ヤ行
- ヤコポ・ダ・ボローニャ - ヤコポ・ダ・ボローニャ (Jacopo da Bologna)
- ヤナーチェク - レオシュ・ヤナーチェク (Leoš Janáček)
- ヤルネフェルト - アルマス・ヤルネフェルト (Edvard Armas Järnefelt)
- ヤング - ヴィクター・ヤング (Victor Young)
- ユン・イサン - ユン・イサン (尹伊桑 Isang Yun)
- ヨアヒム - ヨーゼフ・ヨアヒム (Joseph Joachim)
- ヨナーソン - ヨハン・エマヌエル・ヨナーソン (Johan Emanuel Jonasson)
- ヨンメッリ - ニコロ・ヨンメッリ (Niccolò (Nicolò) Jommelli)

## ラ行
- ラーション - ラーシュ＝エーリク・ラーション (Lars-Erik Vilner Larsson)
- ラートゲーバー - ヨハン・ラートゲーバー (Johann Valentin Rathgeber)
- ラーボア - ヨーゼフ・ラーボア (Josef Labor)
- ラーンキ - ラーンキ・ジェルジ (Ránki György)
- ライシガー - カール・ゴットリープ・ライシガー (Carl Gottlieb Reissiger)
- ライタ - ライタ・ラースロー (Lajtha László)
- ライニキー - スティーヴン・ライニキー (Steven Reineke)
- ライネッケ - カール・ライネッケ (Carl Heinrich Carsten Reinecke; 1824-1910; ドイツ)
- ライヒ - スティーヴ・ライヒ (Steve Michael Reich; 1936-; アメリカ)
- ライヒェ - ゴットフリート・ライヒェ (Johann Gottfried Reiche)
- ライヒャルト - ヨハン・フリードリヒ・ライヒャルト (Johann Friedrich Reichardt)
- ライマン - アリベルト・ライマン (Aribert Reimann)
- ライモンディ - ピエトロ・ライモンディ (Pietro Raimondi)
- ラインケン - ヨハン・アダム・ラインケン (Johann Adam (Jan Adams) Reincken)
- ラインバウト・デ・ヴァケイラス - ラインバウト・デ・ヴァケイラス (Raimbaut de Vaqeiras)

　*ラインベルガー - ヨーゼフ・ラインベルガー (Josef Gabriel Rheinberger; 1839-1901; リヒテンシュタイン-ドイツ)
- ラヴェル - モーリス・ラヴェル (Joseph Maurice Ravel; 1875-1937; フランス)
- ラウタヴァーラ - エイノユハニ・ラウタヴァーラ (Einojuhani Rautavaara)
- ラグルズ - カール・ラッグルズ (Carl Sprague Ruggles)
- ラコフ - ニコライ・ラコフ (Nikolai Petrovich Rakov)
- ラザーリ - シルヴィオ・ラザーリ (Sylvio Lazzari)
- ラター - ジョン・ラター (John Rutter; 1945-; イギリス)
- ラッソ - オルランド・ディ・ラッソ (Orlando di Lasso; ラテン系名Orlandus Lassus; フランス系名Roland de Lassus, Orlande de Lassus)
- ラッチェンス - エリザベス・ラッチェンス (Elisabeth Lutyens)
- ラッピ - ピエトロ・ラッピ (Pietro Lappi)
- ラッブラ - エドマンド・ラブラ (Charles Edmund Duncan Rubbra)
- ラッヘンマン - ヘルムート・ラッヘンマン (Helmut Friedrich Lachenmann)
- ラディーグ - エリアーヌ・ラディーグ (Eliane Radigue)
- ラドミロー - ポール・ラドミロー (Paul Ladmirault)
- ラハナー
  - イグナーツ・ラハナー (Ignaz Lachner)
  - ヴィンツェンツ・ラハナー (Vincenz Lachner)
  - フランツ・ラハナー (Franz Paul Lachner)
- ラパラ - ラウル・ラパラ (Raoul Laparra)
- ラビツキー
  - アウグスト・ラビツキー (August Labitzky)
  - ヨーゼフ・ラビツキー (Joseph Labitzky)
- ラフ - ヨアヒム・ラフ (Joseph Joachim Raff; 1822-1882; スイス-ドイツ)
- ラフマニノフ - セルゲイ・ラフマニノフ (Sergei Vassilievich Rachmaninov; 1873-1943; ロシア)
- ラボー - アンリ・ラボー (Henri Benjamin Rabaud)
- ラポルト - アンドレ・ラポルト (André Laporte)
- ラモー - ジャン＝フィリップ・ラモー (Jean-Philippe Rameau)
- ララ - アグスティン・ララ (Agustín Lara)
- ラ・リュー - ピエール・ド・ラ＝リュー (Pierre (Pierson, Petrus, Platensis) de La Rue)
- ラルウェット - ジャン＝フランソワ・ラルウェット (Jean-François Lalouette)
- ラロ - エドゥアール・ラロ (Victor Antoine Édouard Lalo; 1823-1892; フランス)
- ラング
  - クラウス・ラング (Klaus Lang)
  - ベルンハルト・ラング (Bernhard Lang)
- ラングストレム - テューレ・ラングストレム (Anders Johan Ture Rangström)
- ラングフォード - ゴードン・ラングフォード (Gordon Langford)
- ランゲ - グスタフ・ランゲ (Gustav Lange)
- ランゴー - ルーズ・ランゴー (Rued Langgaard)
- ランディーニ - フランチェスコ・ランディーニ (Francesco (Franciscus Cecus) Landini (Landino))
- ランドウスキ - マルセル・ランドウスキ (Marcel François Paul Landowski)
- ランナー
  - ヨーゼフ・ランナー (Josef Lanner)
  - アウグスト・ランナー (August Lanner)
- ランバート - コンスタント・ランバート (Leonard Constant Lambert)
- ランベール - ミシェル・ランベール (Michel Lambert)
- リース
  - フェルディナント・リース (Ferdinand Ries)
  - フランツ・リース (Franz Ries)
- リーツ - ユリウス・リーツ (Julius Rietz)
- リーディング - オスカー・リーディング (Oscar Rieding)
- リード
  - アルフレッド・リード (Alfred Reed)
  - ハーバート・オーエン・リード (Herbert Owen Reed)
- リーベルマン - ロルフ・リーベルマン (Rolf Liebermann)
- リーム - ヴォルフガング・リーム (Wolfgang Rihm)
- リヴィエ - ジャン・リヴィエ (Jean Rivier)
- リエーティ - ヴィットリオ・リエーティ (Vittorio Rieti)
- リゲティ - ジェルジ・リゲティ (György Sandor Ligeti)
- リシャフォール - ジャン・リシャフォール (Jean Richafort)
- リスト - フランツ・リスト (Franz Liszt)
- リチャード1世 - リチャード1世 (イングランド王) (Richard I of England, the Lionheart)
- リッター - アウグスト・ゴットフリート・リッター (August Gottfried Ritter)
- リッチ - フェデリコ・リッチ (Federico Ricci)
- リテーズ - ガストン・リテーズ (Gaston Gilbert Litaize)
- リテレス - アントニオ・リテレス (Antonio Líteres)
- リトルフ - アンリ・リトルフ (Henry Charles Litolff)
- リネク - イジー・リネク (Jiří Ignác Linek)
- リバ - ヤクプ・シモン・ヤン・リバ (Jakub Šimon Jan Ryba)
- リヒター - フランツ・クサヴァー・リヒター (Franz Xaver Richter)
- リムスキー＝コルサコフ - ニコライ・リムスキー＝コルサコフ (Nikolai Andreevich Rimsky-Korsakov)
- リャードフ - アナトーリ・リャードフ (Anatoly Konstantinovich Lyadov)
- リャトシンスキー - ボリス・リャトシンスキー (Boris Lyatoshynsky)
- リャプノフ - セルゲイ・リャプノフ (Sergei Mikhailovich Lyapunov)
- リューベック - ヴィンツェント・リューベック (Vincent Lübeck)
- リューランス - サーロウ・リューランス (Thurlow Weed Lieurance)
- リュエフ - ジャニーヌ・リュエフ (Jeanine Rueff)
- リュリ - ジャン＝バティスト・リュリ (Jean-Baptiste Lully)
- リョベート - ミゲル・リョベート (Miguel Llobet)
- リリウオカラニ - リディア・リリウオカラニ (Lydia Liliuokalani)
- リンケ - パウル・リンケ (Carl Emile Paul Lincke)
- リンドブラッド - オットー・リンドブラッド (Otto Lindblad)
- リンドベリ - マグヌス・リンドベリ (Magnus Lindberg)
- リンブルジア - ヨハネス・デ・リンブルジア (Johannes de Lymburgia)
- ルイエ
  - ジャック・ルイエ (Jacques Loeillet; 1685-1748; フランドル)
  - ジャン＝バティスト・ルイエ (ガンのルイエ) (Jean-Baptiste Loeillet; 1688-1720頃; フランドル)
  - ジャン＝バティスト・ルイエ (ロンドンのルイエ) (Jean-Baptiste Loeillet; 1680-1730; フランドル)
- ルイジーニ - アレクサンドル・ルイジーニ (Alexandre Clement Leon Joseph Luigini)
- ルイ・フェルディナント - ルイ・フェルディナント (Louis Ferdinand (本名 Friedrich Christian Ludwig))
- ルヴォフ - アレクセイ・リヴォフ (Aleksei Fyodorovich L'vov)
- ルーセル - アルベール・ルーセル (Albert Charles Paul Marie Roussel)
- ルーセンベリ - ヒルディング・ルーセンベリ (Hilding Constantin Rosenberg)
- ルーニング - オットー・ルーニング (Otto Luening; 1900-1996)
- ルーマン - ユハン・ヘルミク・ルーマン (Johan Helmich Roman)
- ルーリエ - アルテュール・ルリエー (Arthur Vincent Lourié)
- ルクー - ギヨーム・ルクー (Guillaume Jean Joseph Nicholas Lekeu)
- ルクレール - ジャン＝マリー・ルクレール (Jean-Marie Leclair)
- ルケージ - アンドレア・ルケージ (Andrea Luchesi)
- ルコック - シャルル・ルコック (Alexandre Charles Lecocq)
- ルジェ・ド・リール - クロード＝ジョゼ・ルジェ・ド・リール (Claude-Joseph Rouget de l'Isle (Lisle))
- ルジツキ - ルドミル・ルジツキ (Ludomir Różycki)
- ルジュール - ダニエル・ルジュール (Daniel Jean Yves Lesur)
- ル・ジュヌ - クロード・ル・ジュヌ (Claude le Jeune)
- ルソー - ジャン＝ジャック・ルソー (Jean-Jacques Rousseau)
- ルター - マルティン・ルター (Martin Luther)
- ルッツァスキ - ルッツァスコ・ルッツァスキ (Luzzasco Luzzaschi)
- ルッツィ - ルイージ・ルッツィ (Luigi Luzzi)
- ルディン - ロルフ・ルディン (Rolf Rudin)
- ルドゥ - クロード・ルドゥ (Claude Ledoux)
- ルトスワフスキ - ヴィトルト・ルトスワフスキ (Witold Lutosławski)
- ルドルフ大公 - ルドルフ大公 (Rudolph, Erzherzog von Österreich)
- ルニエ - アンリエット・ルニエ (Henriette Renié)
- ルニャール - ヤコブ・ルニャール (Jakob Regnart)
- ルビンシテイン - アントン・ルビンシテイン (Anton Grigorevich Rubinstein)
- ルフィナッチャ - ヨハン・ルフィナッチャ (Johann Rufinatscha)
- ルフェビュール＝ヴェリー - ルイ・ルフェビュール＝ヴェリー (Louis James Alfred Lefébure-Wely)
- ル・プチ - ニノ・ル・プチ (Ninot le Petit)
- ルブラン - ルートヴィヒ・アウグスト・ルブラン (Ludwig August Lebrun)
- ルブラン＝ダンツィ - フランツィスカ・ルブラン＝ダンツィ (Franziska (Franceska) Lebrun-Danzi)
- ル・フレム - ポール・ル・フレム (Paul Le Flem)
- ルベーグ - ニコラス＝アントワーヌ・ルベーグ (Nicolas-Antoine Lebègue (de Bègue))
- ルベル - ジャン＝フェリ・ルベル (Jean-Féry Rebel)
- ルポ - トマス・ルポ (Thomas Lupo)
- ル・ボー - ルイーゼ・アドルファ・ル・ボー (Luise Adolpha Le Beau)
- レイ - ジェマル・レシット・レイ (Cemal Reşit Rey)
- レイヴンズクロフト
  - ジョン・レイヴンズクロフト (John Ravenscroft)
  - トマス・レイヴンズクロフト (Thomas Ravenscroft)
- レイテル - ピョートル・レイテル (Piotr Rytel; 1884-1970; ポーランド)
- レイハ
  - アントニーン・レイハ (Antonín (Antoine, Anton) Rejcha)
  - ヨゼフ・レイハ (Josef (Joseph) Rejcha)
- レイフス - ヨン・レイフス (Jón Leifs; 1899-1968; アイスランド)
- レーウ - トン・デ・レーウ (Ton de Leeuw)
- レーヴィナ - ザーラ・レーヴィナ (Zara Aleksandrovna Levina)
- レーヴェ - カール・レーヴェ (Johann Carl Gottfried Loewe)
- レーオ - レオナルド・レーオ (Leonardo Ortensio Salvatore de Leo)
- レーガー - マックス・レーガー (Johann Baptist Joseph Maximilian (Max) Reger)
- レーン - イーストウッド・レーン (Eastwood Lane)
- レオナルダ - イザベラ・レオナルダ (Isabella Leonarda)
- レオニヌス - レオニヌス (Leoninus(Léonin))
- レオポルト1世 - レオポルト1世 (神聖ローマ皇帝) (Leopold I)
- レオンカヴァッロ - ルッジェーロ・レオンカヴァッロ (Ruggero Leoncavallo)
- レクオーナ - エルネスト・レクオーナ (Ernesto Lecuona Casado)
- レグレンツィ - ジョヴァンニ・レグレンツィ (Giovanni Legrenzi)
- レジナリウス - バルタザール・レジナリウス (Balthasar Resinarius)
- レズニチェク - エミール・フォン・レズニチェク (Emil Nikolaus von Rezniček)
- レスピーギ - オットリーノ・レスピーギ (Ottorino Respighi)
- レゾン - アンドレ・レゾン (André Raison)
- レハール - フランツ・レハール (Franz Lehár)
- レビコフ - ウラディーミル・レビコフ (Vladimir Ivanovich Rebikoff)
- レヒナー - レオンハルト・レヒナー (Leonhard Lechner)
- レファニュ - ニコラ・レファニュ (Nicola LeFanu)
- レフラー - チャールズ・マーティン・レフラー (Charles Martin Tornow Loeffler)
- レボヴィッツ - ルネ・レボヴィッツ (René Leibowitz)
- ロイスナー - エザイアス・ロイスナー (Esaias Reusner)
- ロイター
  - カール・ゲオルク・ロイター (Carl Georg Reutter)
  - ヘルマン・ロイター (Hermann Reutter)
- ロイド - ジョージ・ロイド (George Walter Selwyn Lloyd)
- ロイド・ウェッバー - アンドリュー・ロイド・ウェッバー (Andrew Lloyd Webber)
- ロイプケ - ユリウス・ロイプケ (Friedrich Julius Reubke)
- ローザ - サルヴァトル・ローザ (Salvator(e) Rosa)
- ローサス - フベンティーノ・ローサス (Juventino Rosas)
- ロージャ - ミクロス・ロージャ (Miklós Rózsa)
- ロージングレイヴ - トマス・ロージングレイヴ (Thomas Roseingrave)
- ローズ
  - ウィリアム・ローズ (William Lawes)
  - ヘンリー・ローズ (Henry Lawes)
- ローゼンマン - レナード・ローゼンマン (Leonard Rosenman)
- ローゼンミュラー - ヨハン・ローゼンミュラー (Johann Rosenmüller)
- ローソーン（ロースソーン） - アラン・ローソーン (Alan Rawsthorne)
- ロータ - ニーノ・ロータ (Nino Rota)
- ローテン - エロディ・ローテン (Elodie Lauten)
- ローボ - ドゥアルテ・ローボ (Duarte Lôbo)
- ローリー - アレック・ローリー (Alec Rowley)
- ローレ - チプリアーノ・デ・ローレ (Cipriano de Rore)
- ロカテッリ - ピエトロ・ロカテッリ (Pietro Antonio Locatelli)
- ログロッシーノ - ニコラ・ログロッシーノ (Nicola Logroscino)
- ロジェ＝デュカス - ジャン・ロジェ＝デュカス (Jean Jules Amable Roger-Ducasse)
- ロジャーズ - リチャード・ロジャーズ (Richard Rodgers)
- ロスラヴェッツ - ニコライ・ロスラヴェッツ (Nikolai Andreevich Roslavets)
- ロセター - フィリップ・ロセター (Philip Rosseter)
- ロセッティ - アントニオ・ロセッティ (Francesco Antonio Rosetti)
- ロック - マシュー・ロック (Matthew Locke)
- ロックウッド - アニア・ロックウッド (Annea Lockwood)
- ロッシ
  - サロモーネ・ロッシ (Sala(o)mone Rossi)
  - ミケランジェロ・ロッシ (Michelangelo Rossi)
  - ルイージ・デ・ロッシ (Luigi de Rossi)
- ロッシーニ - ジョアキーノ・ロッシーニ (Gioachino Antonio Rossini)
- ロッセリーニ - レンツォ・ロッセリーニ (Renzo Rossellini)
- ロッティ - アントニオ・ロッティ (Antonio Lotti)
- ロット - ハンス・ロット (Hans Rott)
- ロドリゲス - ヘラルド・ロドリゲス (Gerardo Hernán Matos Rodríguez)
- ロドリーゴ - ホアキン・ロドリーゴ (Joaquín Rodrigo)
- ロパトニコフ - ニコライ・ロパトニコフ (Nicolai (Nikolai Lvovich) Lopatnikoff)
- ロパルツ - ギィ・ロパルツ (Joseph-Guy Marie Ropartz)
- ロビンソン - トマス・ロビンソン (Thomas Robinson)
- ロブレス - ダニエル・アロミア・ロブレス (Daniel Alomía Robles)
- ロボ - アロンソ・ロボ (Alonso Lobo)
- ロミテッリ - ファウスト・ロミテッリ (Fausto Romitelli)
- ロルツィング - グスタフ・ロルツィング (Gustav Albert Lortzing)
- ロンカッリ - ルドヴィコ・ロンカッリ (Ludovico Roncalli)
- ロンターニ - ラファエロ・ロンターニ (Raffaello Rontani)
- ロンバーグ - シグマンド・ロンバーグ (Sigmund Romberg)
- ロンバルディ - ダニエレ・ロンバルディ (Daniele Lombardi)
- ロンバルディーニ＝ジルメン - マッダレーナ・ロンバルディーニ＝ジルメン (Maddalena Laura Lombardini-Sirmen)
- ロンビ - ハンス・クリスチャン・ロンビ (Hans Christian Lumbye)
- ロンベルク
  - アンドレーアス・ロンベルク (Andreas Romberg)
  - ベルンハルト・ロンベルク (Bernhald Heinrich Romberg)

## ワ行
- ワーク - ヘンリ・ワーク (Henry Clay Work)
- ワーグナー
  - ヨゼフ・ワーグナー (Josef Franz Wagner)
  - リヒャルト・ワーグナー (Wilhelm Richard Wagner)
- ワーグナー＝レーゲニ - ルドルフ・ワーグナー＝レーゲニ (Rudolf Wagner-Régeny)
- ワーズワース - ウィリアム・ワーズワース (William Brocklesby Wordsworth)
- ワーヘナール - ヨハン・ワーヘナール (Johan Wagenaar)
- ワイズガル - ヒューゴー・ワイズガル (Hugo Weisgall)
- ワイマン - アディソン・ワイマン (Addison Pinneo Wyman)
- ヴァイル - クルト・ヴァイル (Kurt Julian Weill)
- ワインガルトナー - フェリックス・ワインガルトナー (Paul Felix Weingartner)
- ワインベルガー - ヤロミル・ワインベルガー (Jaromír Weinberger)
- ワシレンコ - セルゲイ・ワシレンコ (Sergei Nikiforowitsch Wassilenko)
- ワルター - カスパール・ヨハネス・ワルター (Caspar Johannes Walter)
- ワルトトイフェル - エミール・ワルトトイフェル (Charles Emile Waldteufel)
- ワルラモフ - アレクサンドル・ワルラモフ (Aleksandr Egorovich (Yegorovich) Varlamov)